# Lisieux
Lisieux est une commune française située dans le département du Calvados en région Normandie et peuplée de 19 540 habitants appelés Lexoviens et Lexoviennes.
Lisieux est la capitale du pays d'Auge, région caractérisée par ses vallées et son bocage.

## Géographie

### Situation
Lisieux est située au confluent de la Touques et de plusieurs de ses affluents : l'Orbiquet, le Cirieux et le Graindain.
La ville est située en plein cœur du pays d'Auge dont elle est la capitale. Elle est donc entourée du caractéristique bocage normand où se mêlent l'élevage (principalement de vaches laitières) et la culture de la pomme à cidre (dont on tire le cidre et le calvados, et aussi le pommeau).

### Communes limitrophes
| Ouilly-le-Vicomte, Saint-Désir | Ouilly-le-Vicomte                    | Rocques                 |
| Saint-Désir                    | Lisieux                              | Hermival-les-Vaux, Glos |
| Saint-Désir                    | Saint-Martin-de-la-Lieue, Beuvillers | Beuvillers              |

### Hydrographie
La commune est située dans le bassin Seine-Normandie. Elle est drainée par la Touques, l'Orbiquet, le Cirieux, le fossé 01 de la commune de Lisieux, le fossé 01 du Grais, un bras de l'Orbiquet, le ruisseau de la Bourguignole, le Merderet, le ruisseau de la Tourette, le ruisseau du Petit Lieu, le fossé 01 de la commune de Ouilly-le-Vicomte des bras de la Touques et divers autres petits cours d'eau,.
La Touques, d'une longueur de 108 km, prend sa source dans la commune de Champ-Haut et se jette  dans la baie de Seine en limite de Trouville-sur-Mer et de Deauville, après avoir traversé 42 communes. Les caractéristiques hydrologiques de la Touques sont données par la station hydrologique située sur la commune. Le débit moyen mensuel est de 5,29 m3/s. Le débit moyen journalier maximum est de 43,9 m3/s, atteint lors de la crue du 6 décembre 1988. Le débit instantané maximal est quant à lui de 73,3 m3/s, atteint le 5 décembre 1988.
L'Orbiquet, d'une longueur de 30 km, prend sa source dans la commune de La Folletière-Abenon et se jette  dans la Touques sur la commune, après avoir traversé onze communes. Les caractéristiques hydrologiques de l'Orbiquet sont données par la station hydrologique située sur la commune de Beuvillers. Le débit moyen mensuel est de 2,76 m3/s. Le débit moyen journalier maximum est de 21,2 m3/s, atteint lors de la crue du 11 janvier 1993. Le débit instantané maximal est quant à lui de 35,5 m3/s, atteint le 5 décembre 1988.

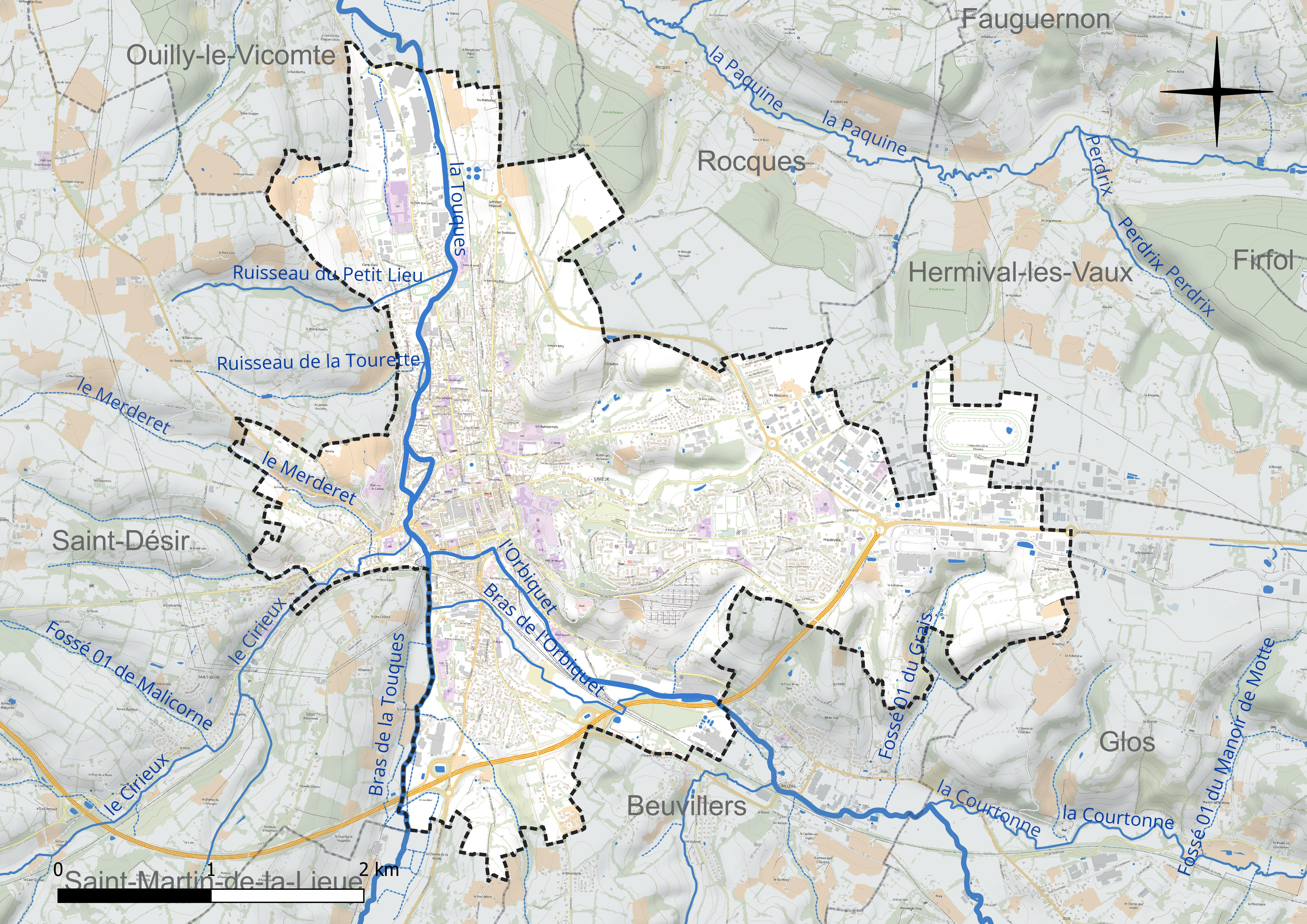
Réseau hydrographique de Lisieux.

### Climat
Pour des articles plus généraux, voir Climat de la Normandie et Climat du Calvados.
En 2010, le climat de la commune est de type climat océanique altéré, selon une étude du CNRS s'appuyant sur une série de données couvrant la période 1971-2000. En 2020, Météo-France publie une typologie des climats de la France métropolitaine dans laquelle la commune est exposée à un climat océanique et est dans une zone de transition entre les régions climatiques « Côtes de la Manche orientale » et « Normandie (Cotentin, Orne) ». Parallèlement le GIEC normand, un groupe régional d'experts sur le climat, différencie quant à lui, dans une étude de 2020, trois grands types de climats pour la région Normandie, nuancés à une échelle plus fine par les facteurs géographiques locaux. La commune est, selon ce zonage, exposée à un « climat contrasté des collines », correspondant au pays d'Auge, Lieuvin et Roumois, moins directement soumis aux flux océaniques et connaissant toutefois des précipitations assez marquées en raison des reliefs collinaires qui favorisent leur formation.
Pour la période 1971-2000, la température annuelle moyenne est de 10,5 °C, avec une amplitude thermique annuelle de 12,7 °C. Le cumul annuel moyen de précipitations est de 800 mm, avec 12,8 jours de précipitations en janvier et 8,2 jours en juillet. Pour la période 1991-2020, la température moyenne annuelle observée sur la station météorologique installée sur la commune est de 11,7 °C et le cumul annuel moyen de précipitations est de 881,4 mm,. Pour l'avenir, les paramètres climatiques de la commune estimés pour 2050 selon différents scénarios d'émission de gaz à effet de serre sont consultables sur un site dédié publié par Météo-France en novembre 2022.
| Mois                                  | jan.           | fév.           | mars          | avril         | mai           | juin          | jui.          | août         | sep.          | oct.          | nov.          | déc.           | année      |
| ------------------------------------- | -------------- | -------------- | ------------- | ------------- | ------------- | ------------- | ------------- | ------------ | ------------- | ------------- | ------------- | -------------- | ---------- |
| Température minimale moyenne (°C)     | 2,4            | 2,3            | 3,5           | 4,9           | 8,3           | 11,2          | 13            | 12,8         | 10,2          | 8,2           | 5,1           | 2,9            | 7,1        |
| Température moyenne (°C)              | 5,5            | 6              | 8,1           | 10,4          | 13,6          | 16,7          | 18,6          | 18,5         | 15,8          | 12,7          | 8,6           | 6              | 11,7       |
| Température maximale moyenne (°C)     | 8,5            | 9,7            | 12,6          | 15,9          | 18,9          | 22,2          | 24,3          | 24,2         | 21,4          | 17,1          | 12,2          | 9              | 16,3       |
| Record de froid (°C) date du record   | −12 02.01.1997 | −14,8 11.02.12 | −9,3 13.03.13 | −5 04.04.1996 | −1 14.05.10   | 3 10.06.01    | 0 31.07.1970  | 5 28.08.1998 | 0,2 30.09.18  | −7 30.10.1997 | −7 24.11.1998 | −11 29.12.1996 | −14,8 2012 |
| Record de chaleur (°C) date du record | 17,5 27.01.03  | 21,3 27.02.19  | 26,1 30.03.21 | 28,4 19.04.18 | 31,8 27.05.05 | 37,7 18.06.22 | 40,5 18.07.22 | 40 10.08.03  | 34,3 13.09.16 | 29,4 02.10.23 | 23,1 01.11.15 | 17,6 31.12.22  | 40,5 2022  |
| Précipitations (mm)                   | 82,2           | 69,3           | 64,2          | 62,1          | 65,5          | 67,9          | 56,4          | 66,4         | 68,5          | 85,6          | 87,2          | 106,1          | 881,4      |

## Urbanisme

### Typologie
Au 1er janvier 2024, Lisieux est catégorisée centre urbain intermédiaire, selon la nouvelle grille communale de densité à 7 niveaux définie par l'Insee en 2022. Elle appartient à l'unité urbaine de Lisieux, une agglomération intra-départementale dont elle est ville-centre,. Par ailleurs la commune fait partie de l'aire d'attraction de Lisieux, dont elle est la commune-centre,. Cette aire, qui regroupe 57 communes, est catégorisée dans les aires de 50 000 à moins de 200 000 habitants,.

### Occupation des sols
L'occupation des sols de la commune, telle qu'elle ressort de la base de données européenne d'occupation biophysique des sols Corine Land Cover (CLC), est marquée par l'importance des territoires artificialisés (64,6 % en 2018), en augmentation par rapport à 1990 (56,9 %). La répartition détaillée en 2018 est la suivante : zones urbanisées (49,8 %), prairies (31,9 %), zones industrielles ou commerciales et réseaux de communication (14,9 %), zones agricoles hétérogènes (2,5 %), terres arables (1 %). L'évolution de l'occupation des sols de la commune et de ses infrastructures peut être observée sur les différentes représentations cartographiques du territoire : la carte de Cassini (XVIIIe siècle), la carte d'état-major (1820-1866) et les cartes ou photos aériennes de l'IGN pour la période actuelle (1950 à aujourd'hui).

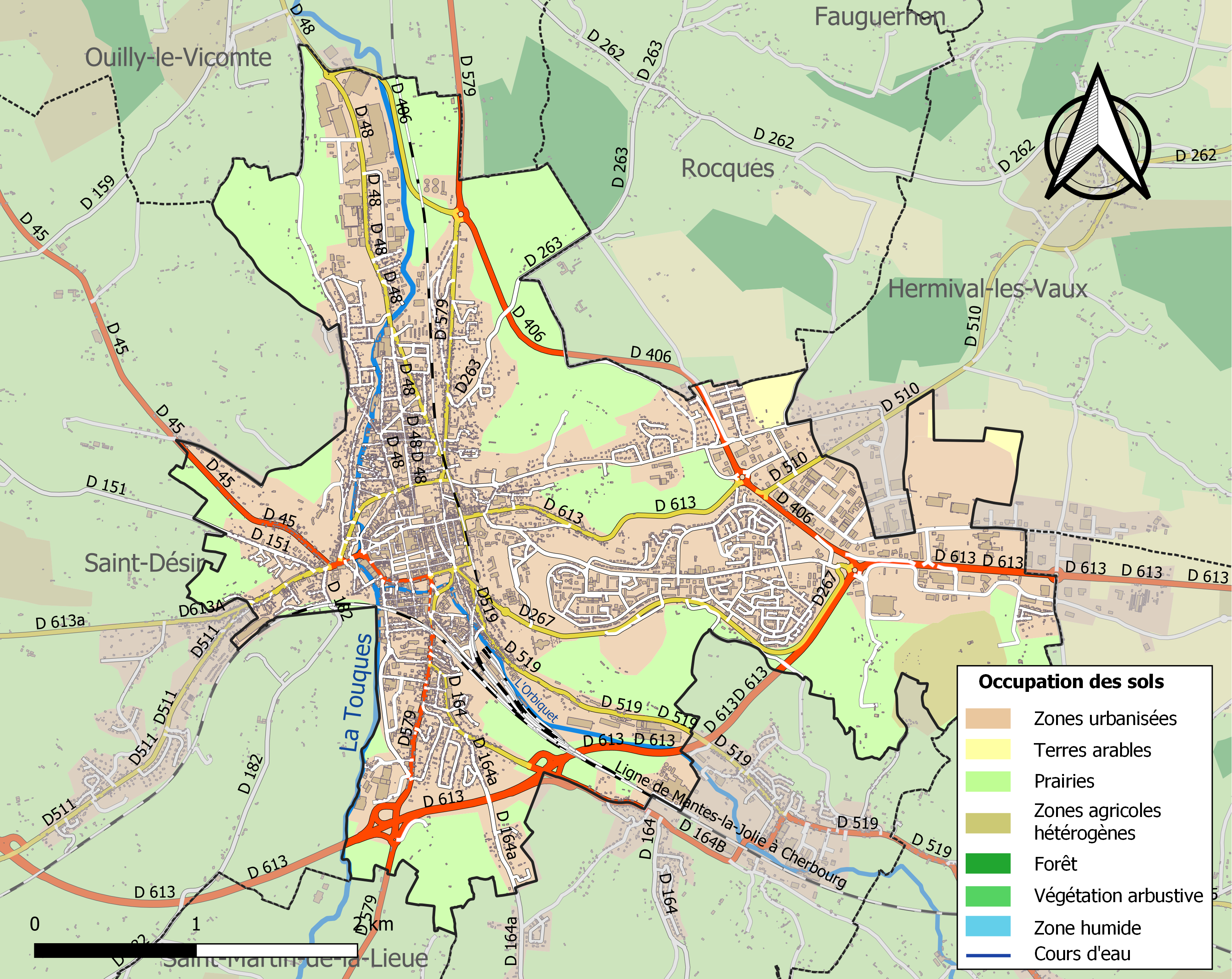
Carte des infrastructures et de l'occupation des sols de la commune en 2018 (CLC).

### Accès et transports

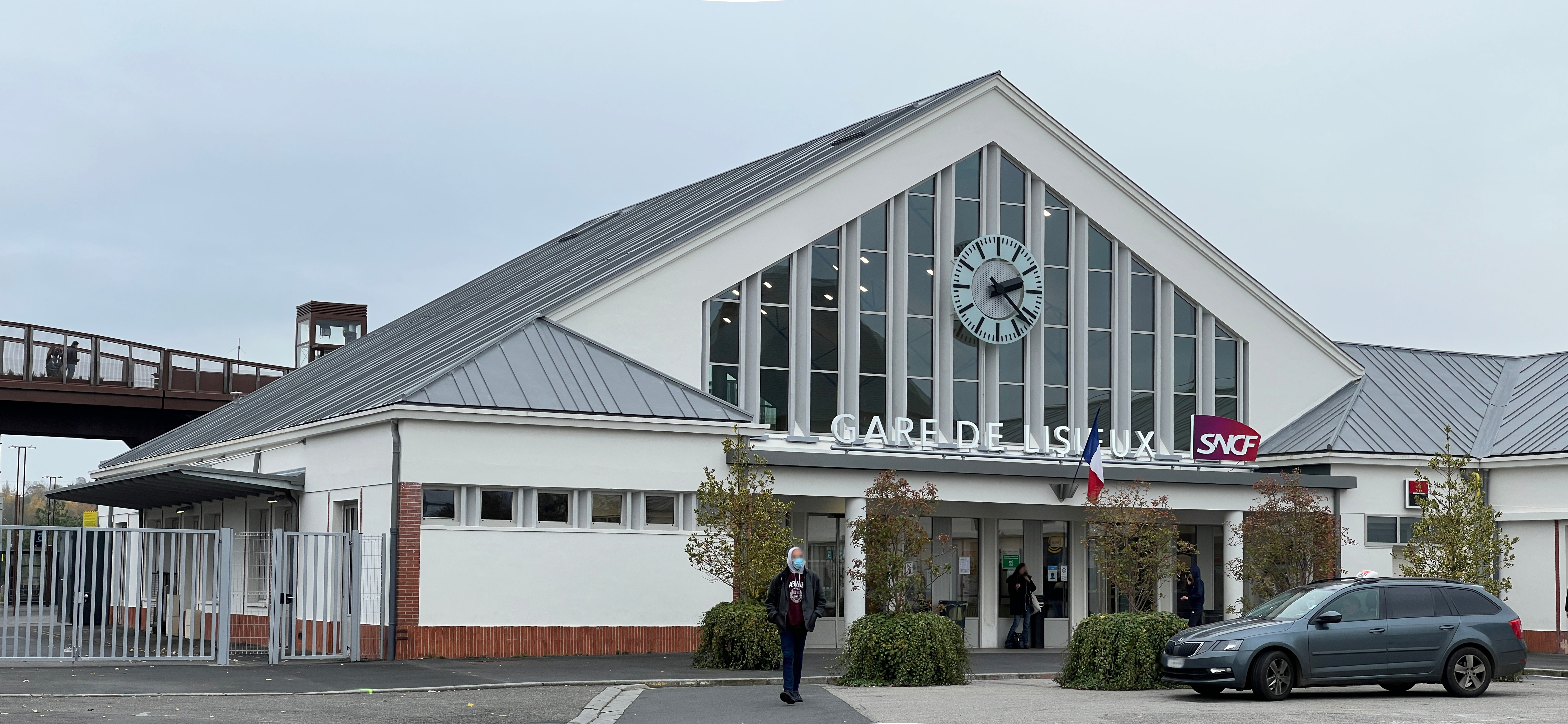
La gare de Lisieux.

La ville de Lisieux est desservie par un réseau d'autobus qui se nomme Astrobus (sept lignes). Elle est aussi reliée aux autres agglomérations par le réseau des cars régionaux Nomad.
La gare de Lisieux est située à l'intersection des lignes Paris - Cherbourg et Lisieux - Trouville-Deauville. Ces lignes sont empruntées par les trains Intercités Normandie en provenance ou à destination de la gare de Paris-Saint-Lazare, de Cherbourg ou Saint-Lô via Caen, ou de Trouville-Deauville. Elle est également desservie par le TER Normandie (Caen - Rouen-Rive-Droite). Une seconde halte ferroviaire, la gare du Grand-Jardin, est également desservie par les TER reliant la gare de Lisieux à celle de Trouville-Deauville.
En matière d'axes routiers, la ville est principalement traversée d'est en ouest par la D 613 (ancienne route nationale 13, qui va de Paris à Cherbourg). Depuis les années 1990, la ville s'est dotée d'une rocade qui permet son contournement par le sud, fluidifiant ainsi la circulation dans le centre (notamment sur le boulevard Sainte-Anne). L'autre axe principal de la ville est la D 579 permettant de rejoindre l'autoroute A13 à Pont-l'Évêque, Honfleur, Deauville vers le nord et le département de l'Orne via Livarot vers le sud.

## Toponymie
Le nom de la localité est attesté sous les formes Noviomagus au IVe siècle, civitas Lexoviorum vers 400, ecclesiae Lixovi episcopus en 538, ecclesiae Lixoviensis en 549, civitate Loxovia et Loxovias en 614, Lisoio en 991 et 996, Lisiue en 1024, Lysoie en 1025 et Lisieues en 1160.
Le toponyme Lisieux est issu de l'ethnonyme du peuple gaulois des Lixovii ou Lexovii qui habitait la région et dont elle était la civitas à l'époque gallo-romaine. Le nom de la ville est mentionné en tant que Noviomagus Lexoviorum, c'est-à-dire « Noviomagos des Lexovii », ce qui signifie « le nouveau marché des Lexovii ». Noviomagos est constitué des éléments celtiques noviios « neuf » (cf. breton nevez) et magos « plaine » puis « marché » (cf. vieil irlandais mag « plaine »). Il explique les différents Noyon, Nogent, etc. et, selon un processus courant au Bas Empire, il a complètement disparu au profit du seul nom du peuple gaulois (cf. Paris, Bayeux, Sées, Évreux, Avranches, etc.). L'ethnonyme Lexovii explique également le gentilé des habitants de Lisieux, nommés Lexoviens et Lexoviennes qui est une création savante relativement récente. Les Lexovii ont aussi donné leur nom au Lieuvin, du bas latin (pagus) lexovinum, « (pays) des Lexovii ».
Dans le film Saint-Cyr de Patricia Mazuy (2000), on entend une petite fille qui dit (en normand, et la phrase est sous-titrée en français) qu'elle veut retourner à Lisieux. À plusieurs reprises, elle prononce le nom de la ville : « Liju ».

## Histoire

### Antiquité
Lisieux est l'ancienne capitale du peuple gaulois, les Lexovii. César mentionne, dans son œuvre Commentaires sur la guerre des Gaules, un oppidum gaulois. Il a été localisé au lieu-dit le Castellier (commune de Saint-Désir), à 3 km au sud-ouest de la ville. Son enceinte fortifiée entourait un espace de 200 hectares, extension importante pour l'époque.
À l'arrivée des Romains, ces derniers favorisent l'abandon du site gaulois et développent une cité à l'emplacement de la ville actuelle. Un peu avant 275, la population se retranche à l'intérieur d'un castrum de plan quadrangulaire de 400 × 200 mètres. Selon F. Cottin, cette enceinte de taille réduite, 8 hectares, englobait l'emplacement de la cathédrale Saint-Pierre au nord, ne dépassant pas le boulevard Sainte-Anne au sud, et à l'ouest entre la rue du Pont-Mortain et l'avenue Victor-Hugo. La bourgade établit au nord-est de l'oppidum, devenue une riche cité gallo-romaine avec un théâtre, des thermes et une colonne votive (Noviomagus Lexoviorum), occupée lors des invasions barbares, se réfugie dans un castrum à l'emplacement du faubourg Saint-Désir. La cité détruite par les pirates saxons est déplacée et rebâtie au IVe siècle.
Des vestiges de thermes et d'une riche villa gallo-romaine ont été mis au jour à proximité de l'hôpital dans les années 1980 et sont visibles dans le Jardin archéologique de l'hôpital.
Au IVe siècle, présence de Lètes germaniques, avec femmes et enfants, auxiliaires de l'armée romaine, dont les tombes ont été mises au jour dans la nécropole « Michelet ». Certaines recèlent un mobilier typique de la Germanie du Nord.

### Moyen Âge

Plan à l'époque médiévale.

Après la chute de l'Empire romain, la ville devient siège épiscopal sous la dépendance du métropolitain de Rouen. La juridiction de l'évêque de Lisieux s'exerçait sur l'actuel Lieuvin et le pays d'Auge. Elle correspondait probablement au cadre administratif du pouvoir romain, lui-même dans les limites de l'ancien territoire des Lexovii selon un processus fréquent ailleurs. L'évêque, chose rare en France de l'Ouest, était aussi titulaire d'un comté comprenant les trois paroisses de la ville, Saint-Germain, Saint-Jacques et Saint-Désir, et sept paroisses de sa banlieue : Beuvillers, Ouilly-le-Vicomte, Rocques, Les Vaux, Saint-Martin-de-la-Lieue, Saint-Hippolyte-du-Bout-des-Prés et Saint-Germain-de-Livet (qui fut ajoutée au comté au XIIe siècle) ; auxquelles on rajoute La Pommeraye, succursale de Saint-Désir. Les évêques possédaient plusieurs résidences dont une à Rouen dit Hôtel de Lisieux ou encore un manoir à Canapville dit Manoir des évêques.
Certains historiens font remonter l'origine de l'évêché de Lisieux au IVe siècle, puisque Saint Lithare, évêque de Lisieux, aurait assisté au concile d'Arles en 314. Le premier évêque de Lisieux cité dans un acte public est Thibaut qui assista au concile d'Orléans en 538. Quelques-uns sont restés célèbres, à l'instar de Fréculf au IXe siècle, ami de Raban Maur, abbé de Fulda en Allemagne.
Lors des incursions des Vikings, le siège épiscopal est délaissé et reste vacant pendant plus d'un siècle, de 876 à 980. En 890, Rollon, à la tête des Normands de Basse Seine, mène une expédition contre le comte de Bayeux, pille Lisieux et s'installera à Rouen après avoir conquis une grande partie du pays.
L'évêque Herbert, devenu évêque en 1026, serait le premier à porter le titre de comte de Lisieux, donné par le duc de Normandie Guillaume le Bâtard. L'abbaye bénédictine Notre-Dame-du-Pré fut fondée en 1050 dans le faubourg Saint-Désir par la mère de l'évêque Hugues d'Eu, successeur d'Herbert, Lesceline,. Hugues d'Eu dédicaça la nouvelle cathédrale romane en 1055 ; une partie de l'enceinte romaine de la ville fut détruite pour permettre l'édification de cette grande cathédrale et de nouveaux quartiers d'habitations furent construits en dehors. L'enceinte ne fut pas reconstruite avant le XVe siècle ce qui fut un handicap majeur pour la ville, désarmée face aux attaques. Lors de la lutte de pouvoir qui opposa les fils de Guillaume le Conquérant, la ville ouvrit ses portes au roi d'Angleterre Henri Ier Beauclerc.
Geoffroy Plantagenêt assiégea Lisieux et s'en empara en 1141, après que l'évêque Jean eut soutenu Étienne de Blois pour succéder à Henri Ier au titre de duc de Normandie. Les troupes bretonnes qui défendaient la place préférèrent l'incendier plutôt que de tenter de résister à l'assaut de Geoffroy,.
La reconstruction totale de la cathédrale dans un style nouveau, à savoir le gothique, débuta vers 1160-1170, commanditée par l'évêque Arnoul. La Maison-Dieu de Lisieux fut fondée vers 1160 par un bourgeois, Roger Aini. La chapelle de la Maison-Dieu fut consacrée par Arnoul en invoquant un proche, Saint Thomas de Cantorbéry, peu après son assassinat le 29 décembre 1170 ; en effet, celui-ci lui aurait conseillé avant sa mort de consacrer la chapelle « sous le nom du prochain martyr. L'évêque Jourdain du Hommet fit appel à un ordre religieux pour gérer la Maison-Dieu : les Mathurins en prennent possession après sa mort en 1220 ».
Après avoir débarqué à Barfleur en mai 1194, Richard Cœur de Lion qui se dirige sur Verneuil fait étape à Lisieux. Là, il reçoit la visite de son frère félon Jean qu'il accueille par ces mots : « Jean, n'ayez crainte. Vous êtes un enfant ; vous vous êtes mis en mauvaise garde. Mal pensaient ceux qui vous donnèrent des conseils. Levez-vous d'ici et allez manger. ».
Lors de l'invasion de la Normandie par le roi Philippe II Auguste, ce dernier entra à Lisieux sans combat en 1203.
En 1315 et 1316 eut lieu une terrible famine.
En 1345, l'évêque Guillaume de Charmont, trouvant la ville trop étroite dans ses remparts, lui annexa le quartier des Coutures.
Le 2 août 1346, au début de la guerre de Cent Ans, la ville sur le passage des Anglais lors de la chevauchée d'Édouard III est ravagée.
Nicole Oresme, évêque de Lisieux de 1377 à sa mort en 1382, a laissé son nom comme érudit et précepteur de Charles V.
En 1417, Henri V d'Angleterre qui a débarqué le 1er août dans l'embouchure de la Touques avec une armée forte de 10 000 hommes marche en direction de Caen, et traverse Lisieux dont la population a fui la ville prenant les routes de l'exode. Sous l'occupation anglaise, Pierre Cauchon, qui briguait l'archevêché de Rouen, est en fait élu à Lisieux en 1432, où il sera enterré dans la chapelle axiale de la cathédrale qu'il avait fait ériger. En 1443 Louis de Bienfaite tente de soulever la ville contre l'administration anglaise. Il se réfugie à l'église Saint Jaques pendant 10 jours avant de se livrer à la justice de ses ennemis préférant la décapitation à une mort par la faim.
L'évêque Thomas Basin établit la Commune en 1447, en disposant que quatre députés choisis par les habitants se réuniront une fois par semaine avec les conseillers, procureurs, ménagers et receveurs, pour « traiter des affaires et besognes de la ville », recevoir les comptes des receveurs, etc. La même année fut établie une chambre de ville.
En 1449, dans le cadre du recouvrement de la Normandie, l'armée royale de Charles VII prend la ville au bout de trois jours. C'est son évêque, Thomas Basin qui négocia le 16 août 1449 la reddition de sa ville épiscopale. En 1491, la ville est entourée d'une véritable enceinte précédée de douves profondes. L'enceinte était flanquée de vingt tours et percée de quatre portes. On peut suivre approximativement son tracé en parcourant le quai des remparts, les boulevards Carnot, Duchesne, Fournel, Jeanne-d'Arc et Sainte-Anne, passant en partie sur l'enceinte romaine. Il subsiste de nos jours deux tours : l'une sur le quai des remparts, la tour Lambert et la seconde, boulevard Sainte-Anne.
Au XVe siècle, après la guerre de Cent Ans, l'industrie drapière s'installe dans la ville et elle conserve la protection royale par Louis XI.

### Époque moderne
Du 7 au 16 mai 1562 eut lieu une émeute des protestants dans la ville ; sept des émeutiers furent exécutés.
Le 15 mars 1563, une troupe de protestants est repoussée de Lisieux ; envoyée depuis Caen par l'amiral de Coligny pour s'emparer de la ville, elle se dirigea finalement vers Bernay qu'elle prit et pilla le surlendemain.
Lors du massacre de la Saint-Barthélemy, le 24 août 1572 et les jours suivants, à Lisieux, les vies des protestants furent épargnées. Certains ont attribué cela à la bonne volonté de l'évêque Jean Le Hennuyer, pourtant celui-ci était un des plus virulents persécuteurs des protestants, ayant toujours refusé de faire appliquer l'Édit de tolérance du 17 janvier 1562 dans son diocèse. En réalité, ce sont les magistrats municipaux, qui avaient à leur tête le capitaine Guy Longchamps de Fumichon, qui refusèrent les exactions à l'encontre des protestants et les protégèrent d'éventuels assassins envoyés par le Roi.
En 1590, lors de la huitième guerre de Religion, Henri IV doit conquérir son royaume. Lorsqu'il arrive à Lisieux, la garnison s'enfuit, et il prend la ville sans combat.
En 1692, fut nommé le premier maire de la ville, Claude de Mongouin, prenant le titre de conseiller du Roi et maire perpétuel. Le corps municipal était composé du maire, de deux échevins, d'un procureur du Roi, de son substitut et de conseillers. Auparavant, les fonctions du maire étaient assurées par le sénéchal ou bailli de l'évêque.

### Époque contemporaine

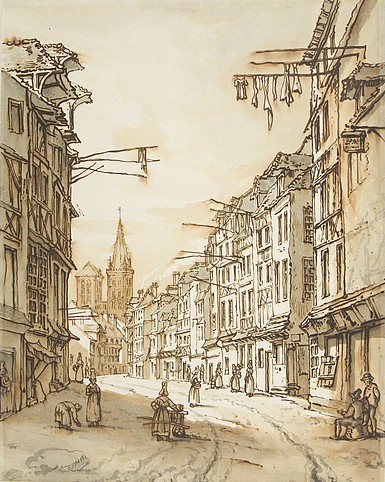
Une rue de Lisieux en 1813 par Henry Edridge.

La ville est intégrée au département du Calvados nouvellement créé au moment de la Révolution française. Elle en devient une ville mineure comparée à Caen puisqu'elle n'obtient qu'un siège de chef-lieu d'arrondissement. Elle n'a donc pas obtenu la tête d'un sixième département normand comme le réclamaient ses habitants. De plus, alors qu'elle était depuis le Moyen Âge le siège d'un des sept évêques de Normandie, relevant de la province de Rouen, elle perd cette fonction en 1791. L'évêché est toutefois recréé et fusionné avec celui de Bayeux en 1855, l'évêque portant désormais le titre de « Bayeux et Lisieux ». Lisieux fait partie des deux seuls sièges épiscopaux, avec celui d'Avranches, à avoir été supprimés en Normandie.
La principale église paroissiale, Saint-Germain, située devant le parvis de la cathédrale, est démolie en 1798 et remplacée par une place. L'église Saint-Désir est également détruite pendant la Révolution ; l'église abbatiale de Notre-Dame-du-Pré la remplace comme église paroissiale, après que les bénédictines sont chassées de leur couvent, et le restera même après le retour des moniales,.

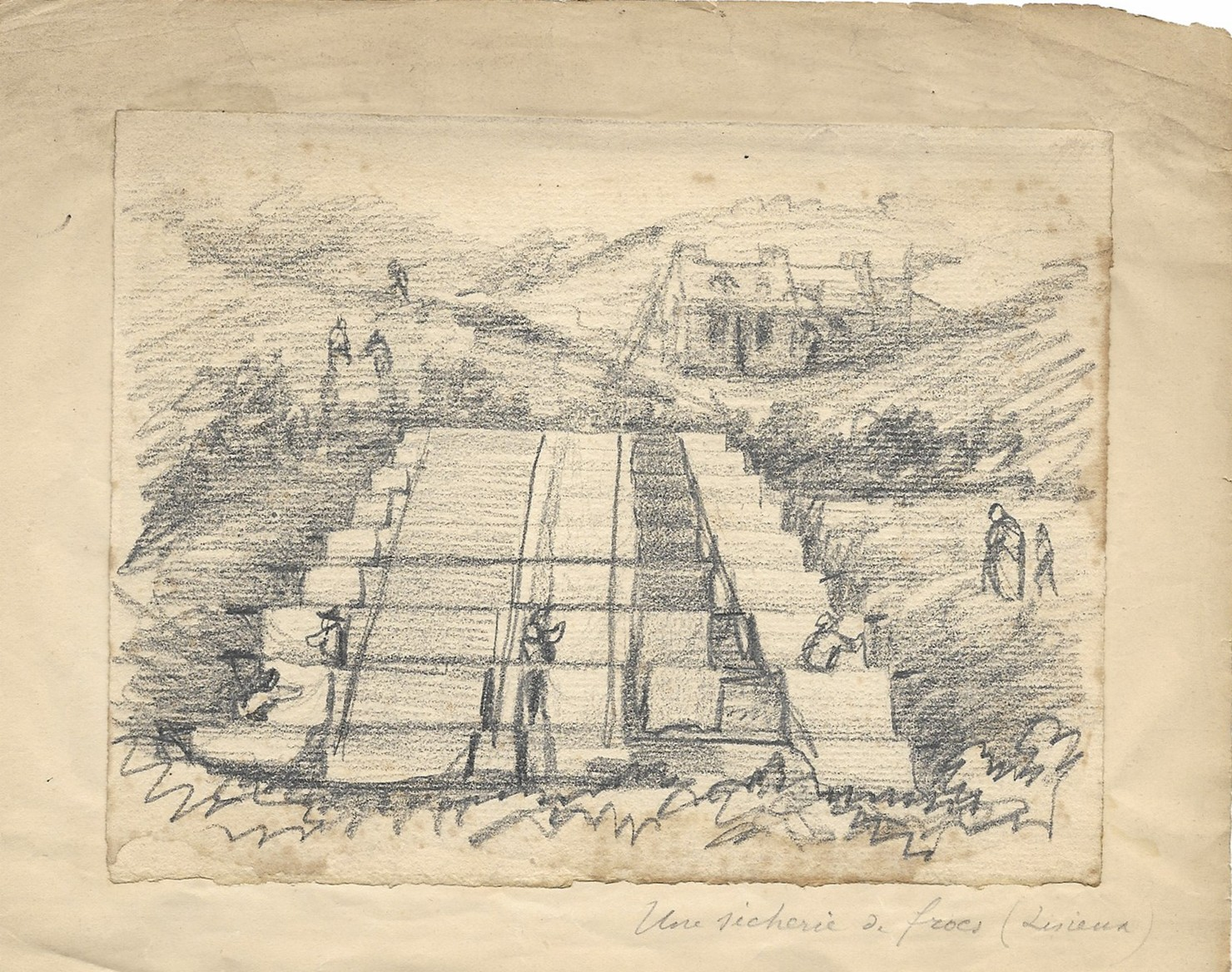
Un séchoir de frocs à Lisieux.
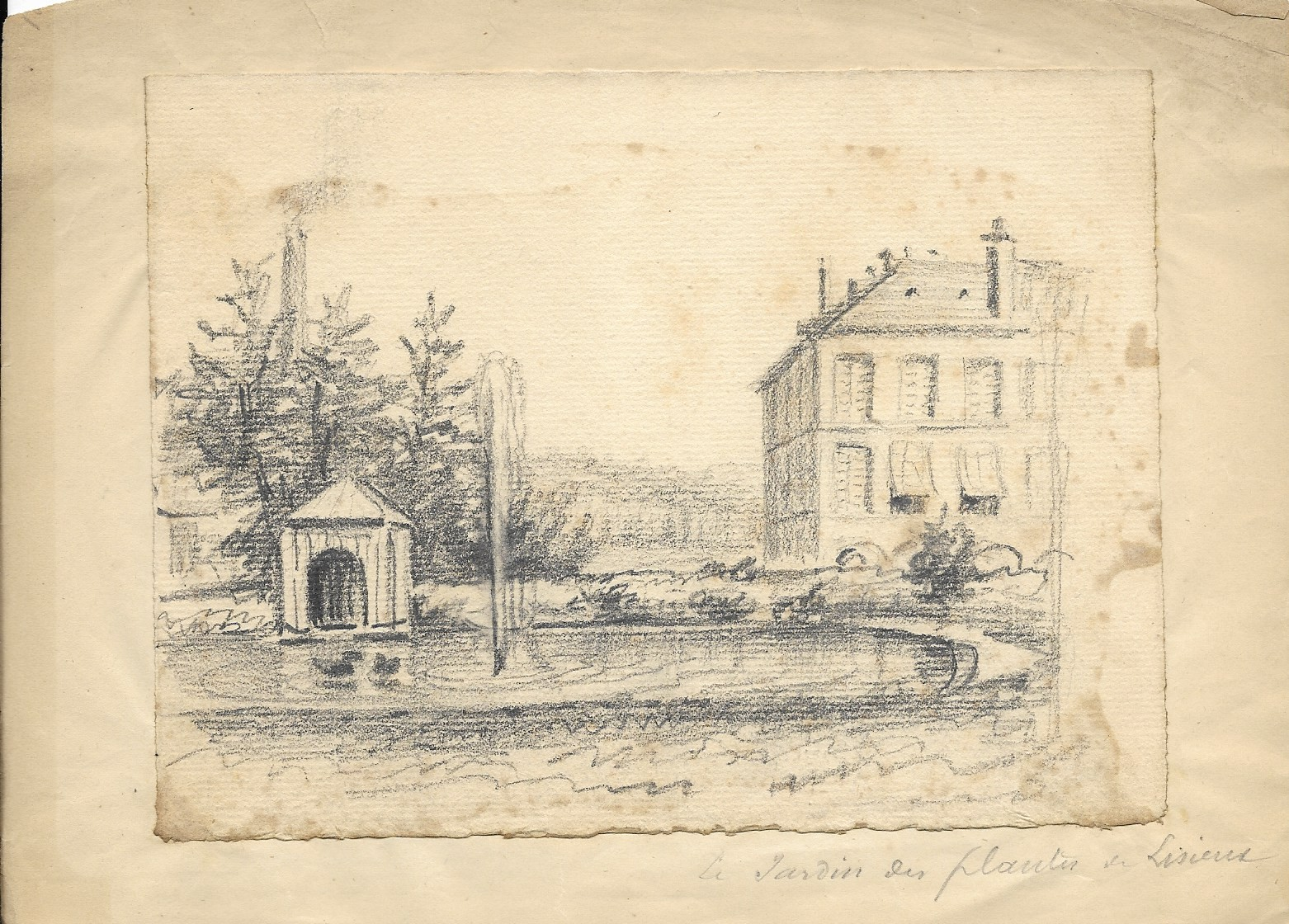
Le jardin des plantes de Lisieux.

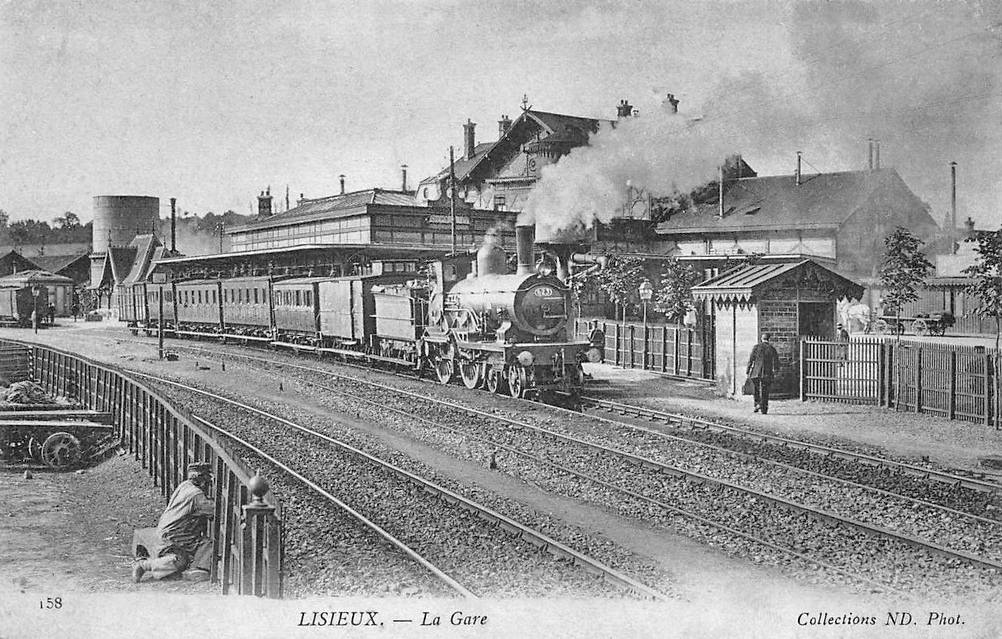
La gare de Lisieux sur une carte postale de la fin du.

Dès le 24 juin 1838, le journal Le Lexovien évoque l'arrivée du chemin de fer à Lisieux. En juin 1852, le Corps législatif décide de la construction de la ligne de Paris à Cherbourg via Lisieux. La gare, établie au sud de la ville, est mise en service le 1er juillet 1855 ; elle devient un nœud ferroviaire le 1er juillet 1858 avec la création d'un embranchement vers Pont-l'Évêque, qui se prolongera vers Honfleur en 1862 et vers Trouville - Deauville en 1863. La ligne d'intérêt local de Lisieux à Orbec est mise en service le 2 juin 1873 (elle fermera aux voyageurs le 19 janvier 1934 et aux marchandises le 1er juillet 1956). Une halte au lieu-dit du Grand-Jardin, plus au nord de la ville, ouvrit en 1879 sur la ligne de Lisieux à Trouville - Deauville.

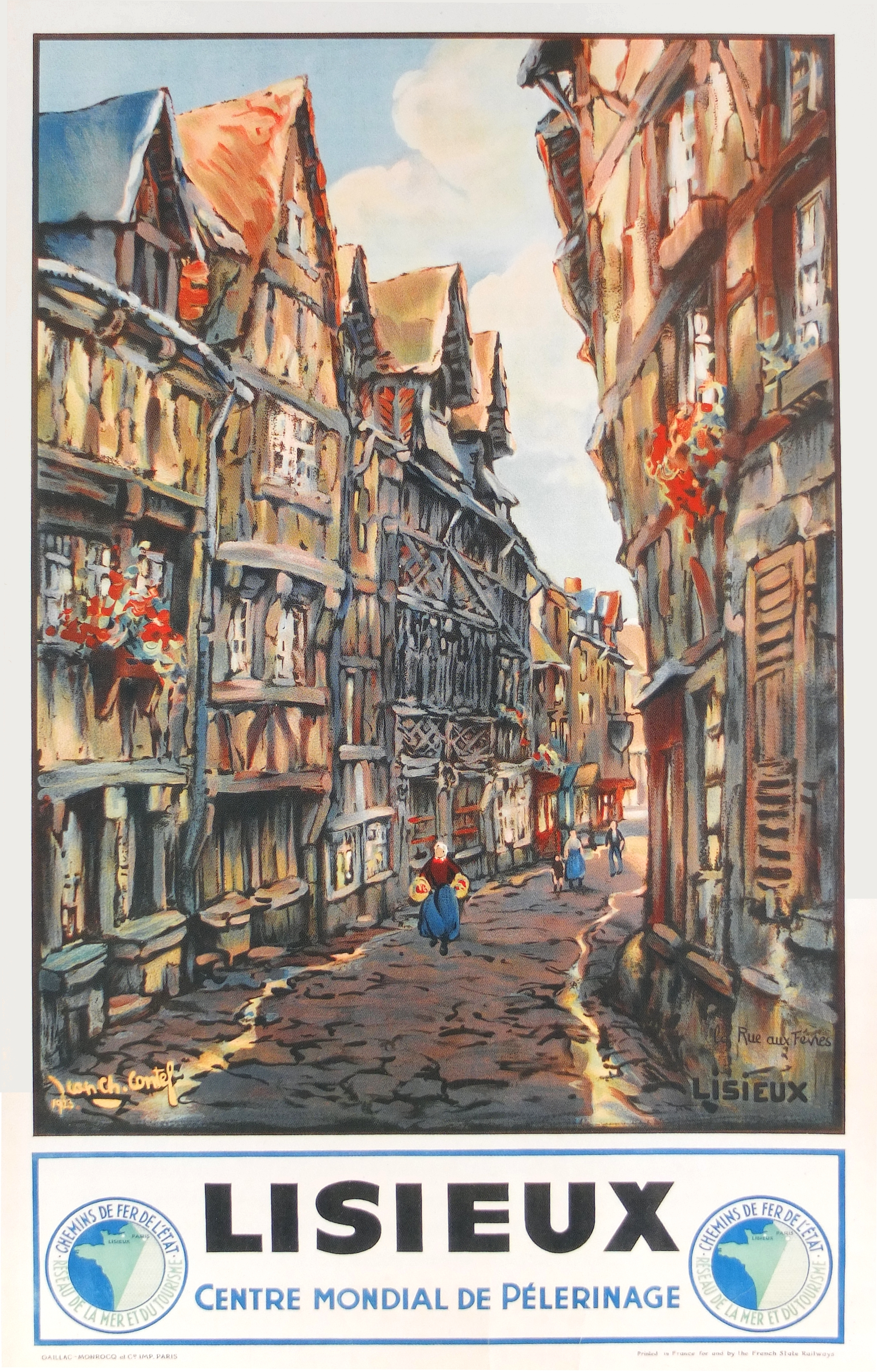
Affiche touristique avec une peinture de Jean-Charles Contel montrant La rue aux fèvres avant 1920.

Dans la seconde moitié du XIXe siècle, Lisieux voit l'essor de l'industrie textile, avec la fabrication de draps, de toiles, de frocs fait à partir de laine ou de lin transformés en molleton ou en flanelle. Plusieurs entreprises vont être fondées dans cette période, à l'instar de l'usine textile d'Orival, inaugurée le 3 juillet 1860 par Jean-Lambert Fournet, qui avait également construit une filature de lin en 1841 (connue aujourd'hui sous le nom d'usine Leroy). Vers 1880, le coton va détrôner la laine et le lin.
Entre 1872 et 1874, un projet d'annexion vit le jour, à l'avantage de Lisieux et aux dépens des communes voisines de Saint-Jacques et de Saint-Désir, la ville ayant un besoin urgent de s'étendre : en 1872, 12 520 Lexoviens vivaient sur 88 hectares, soit une densité de 140 habitants par hectare lorsqu'elle n'était que de 102 au Havre, de 56 à Rouen, et de seulement 19 à Caen. La ville était saturée, et la population n'y avait augmenté que de 10 % de 1856 à 1872, tandis que celle de ses voisines Saint-Jacques et Saint-Désir avait doublé. Le 24 mars 1874, Patrice de Mac Mahon, alors président de la République française, signa un décret d'annexion qui déposséda la commune de Saint-Jacques de 129 ha de son territoire, et celle de Saint-Désir de 38 ha, qui revinrent à Lisieux.
Avec le développement du culte de sainte Thérèse au XXe siècle, une grande église néo-byzantine lui est dédiée sur une des collines entourant la ville. Elle supplante vite en renommée l'ancienne cathédrale, convertie en église paroissiale.
La dévotion à sainte Thérèse, qui vécut au carmel de Lisieux, en fait la deuxième plus importante ville de pèlerinage de France (après Lourdes). En 1907 a lieu le premier décollage d'un hélicoptère, réalisé par Paul Cornu
La basilique Sainte-Thérèse est bénie le 11 juillet 1937 par Eugenio Pacelli, légat du pape et futur Pie XII.
Avant 1944, Lisieux était surnommée la « capitale du bois sculpté », car ses rues étroites étaient bordées de maisons médiévales à pans de bois sculptés en encorbellement et aux façades ouvragées, abritant des commerces centenaires.

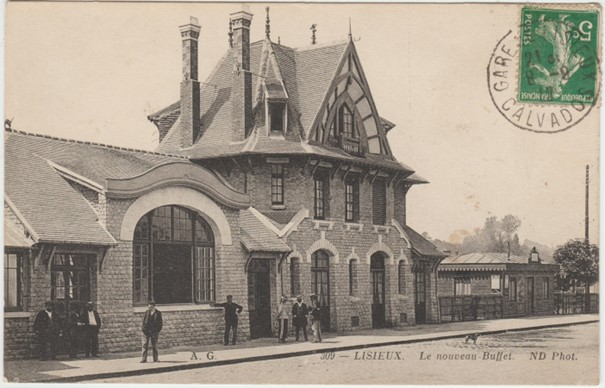
Le Nouveau Buffet de Lisieux à la Belle Époque.

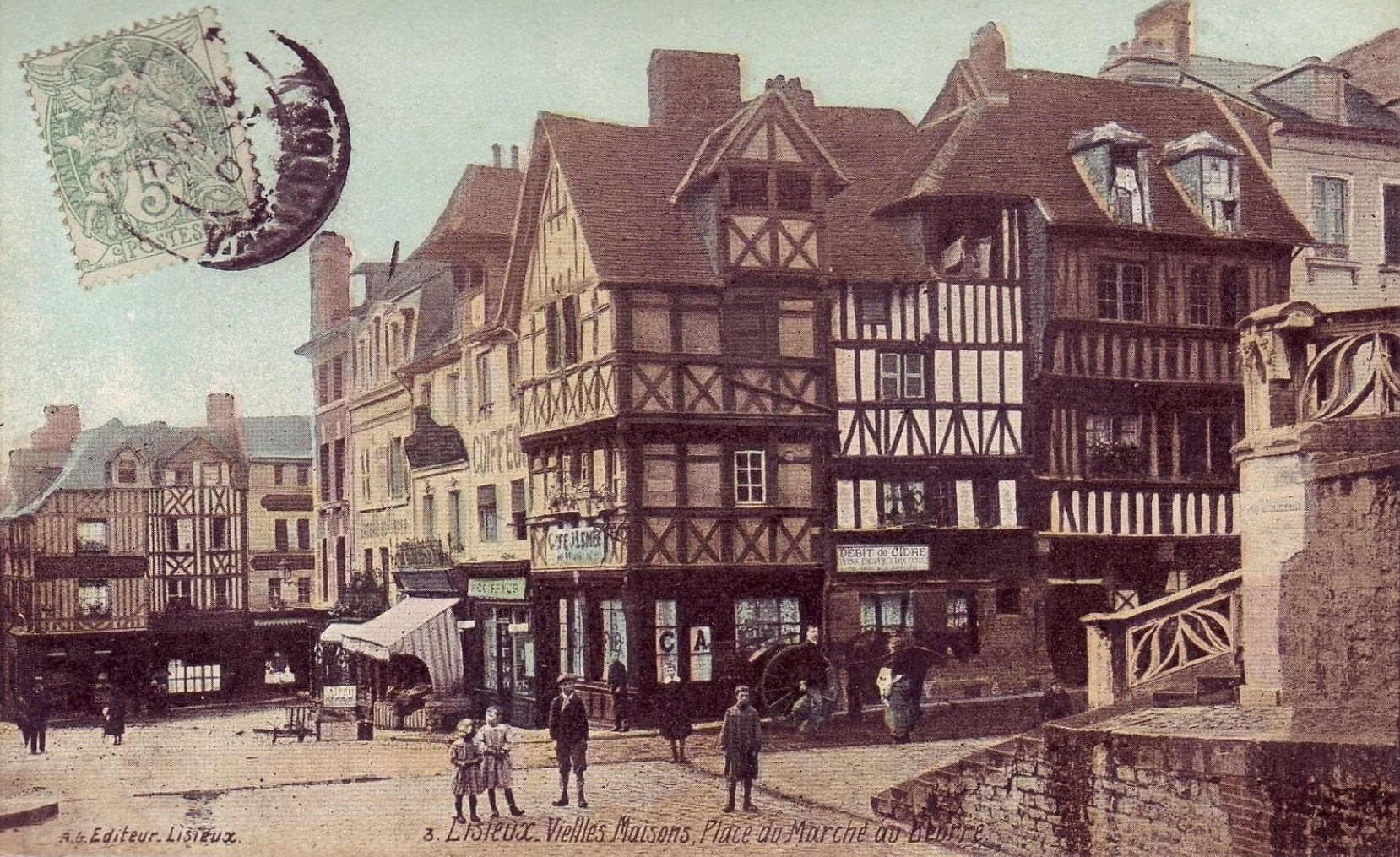
Vieilles maisons à colombages de la place du Marché-au-Beurre au début du XXe siècle.
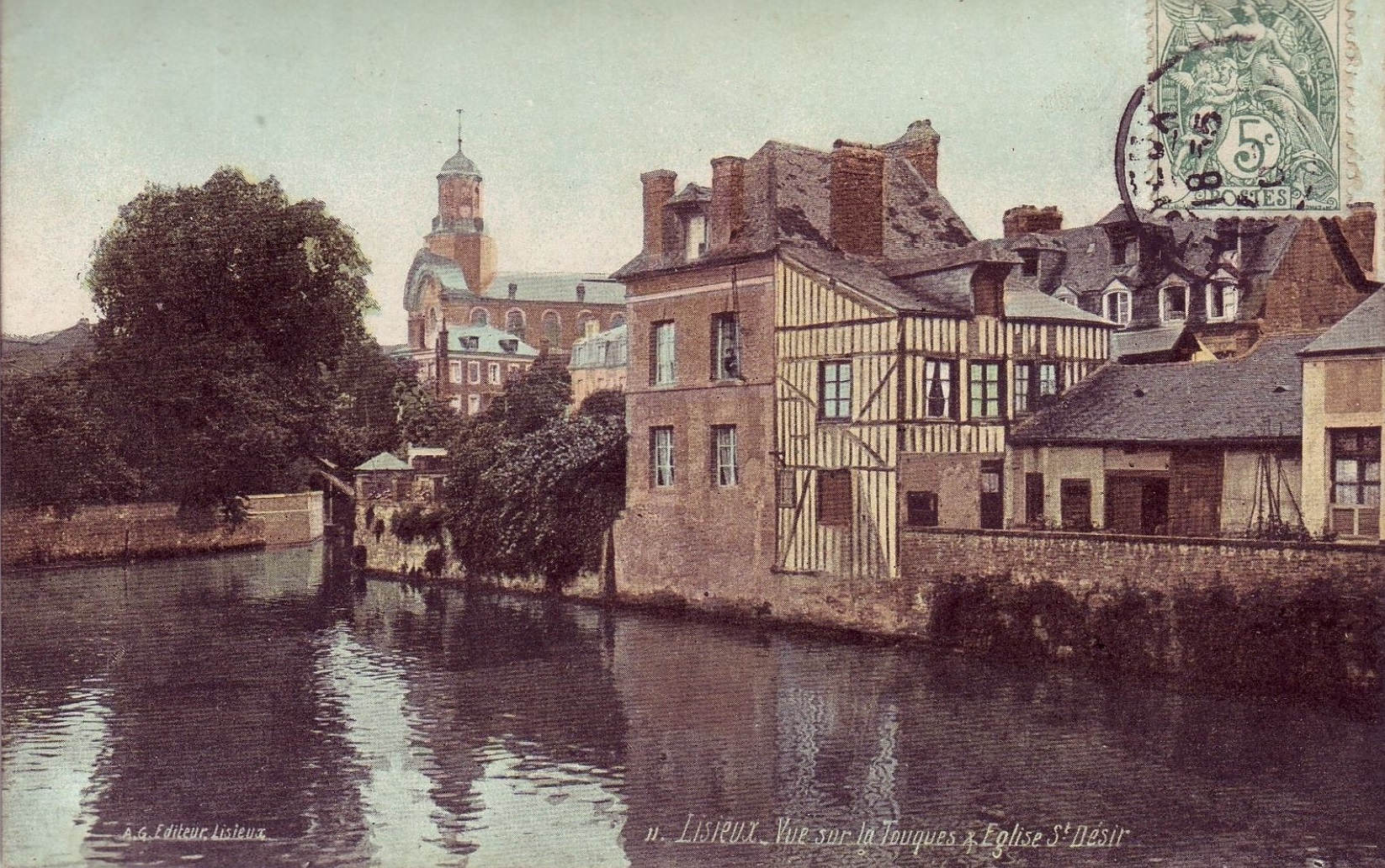
Les rives de la Touques et l'église Saint-Désir au début du XXe siècle.
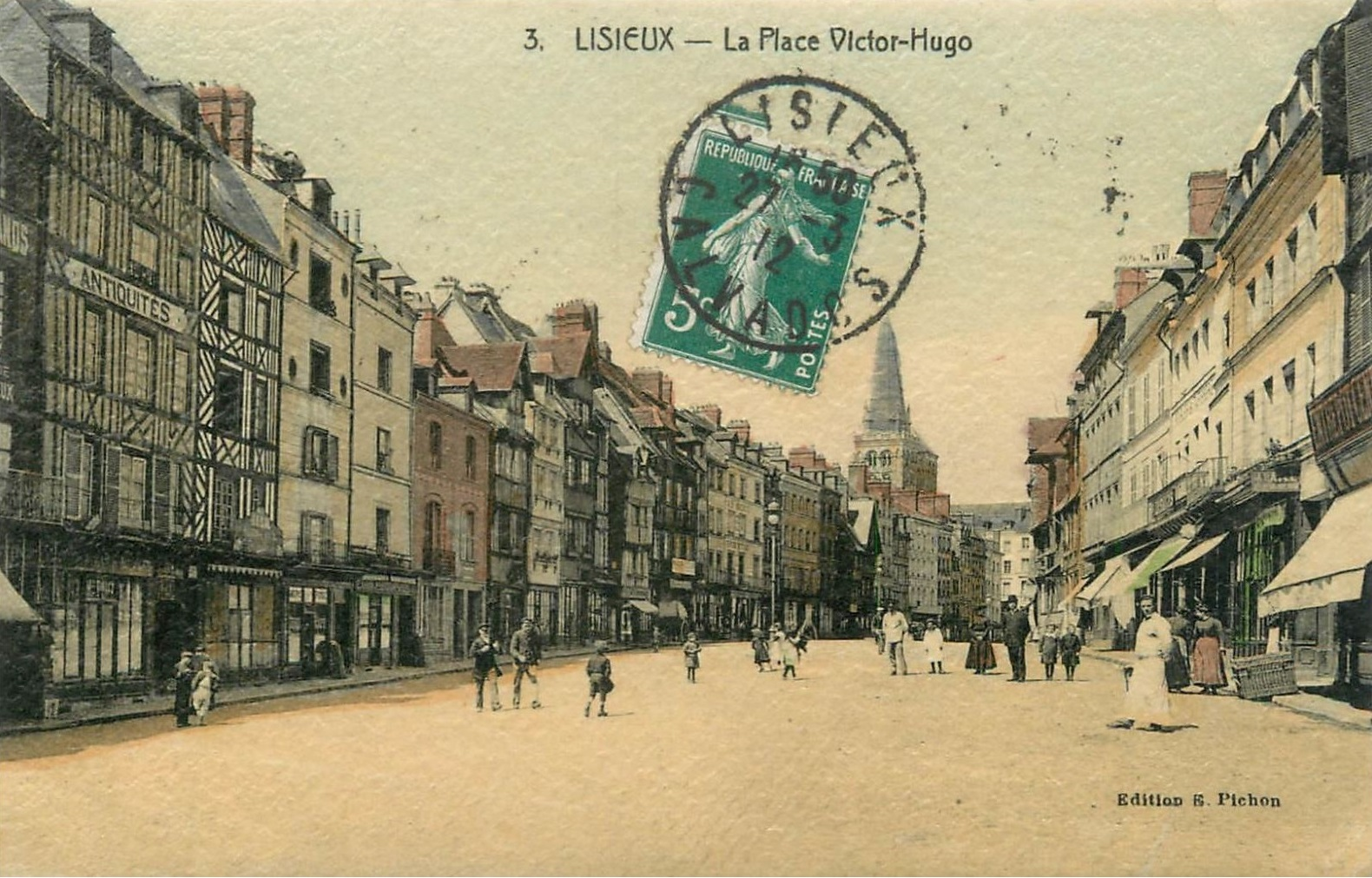
La place Victor-Hugo au début du XXe siècle.
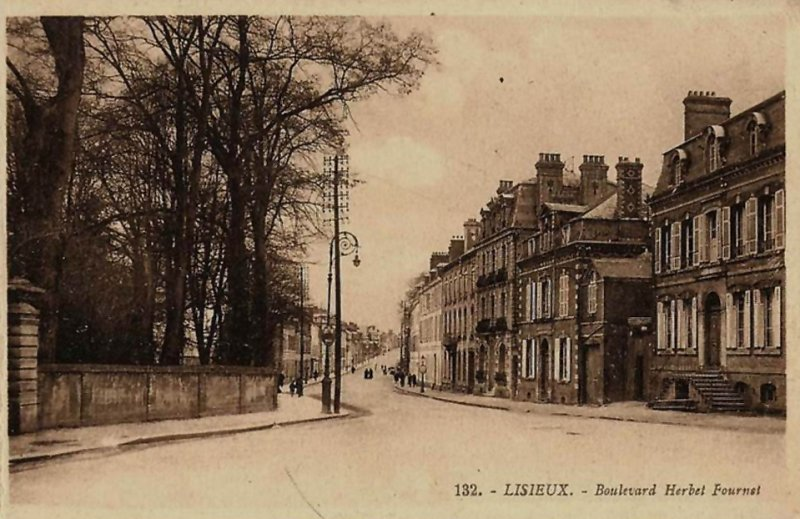
Le boulevard Herbet-Fournet sur une carte postale de la fin du XIXe ou du début du XXe siècle.
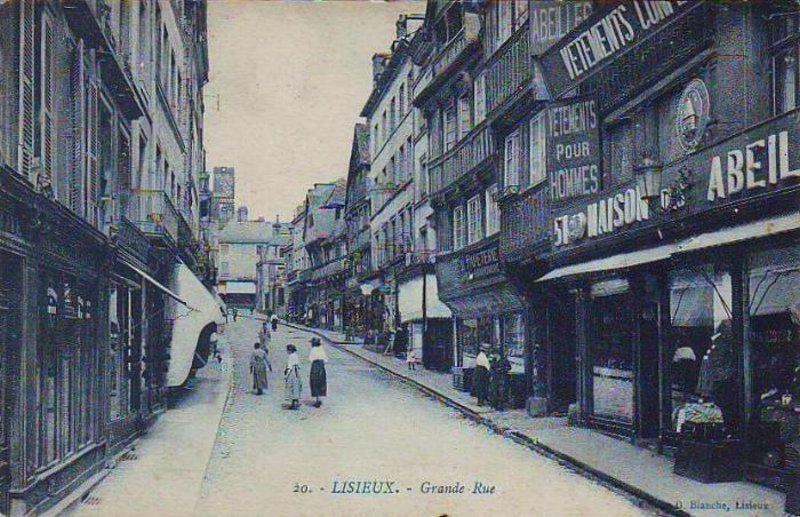
La Grande rue (devenue rue Henry-Chéron) sur une carte postale de la fin du XIXe ou du début du XXe siècle.
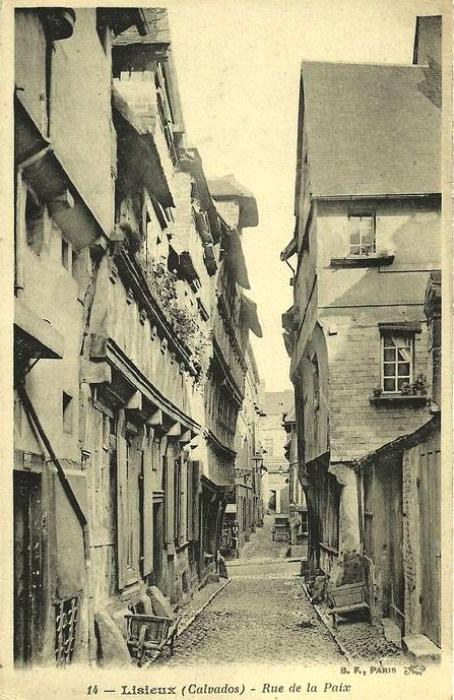
La rue de la Paix (disparue aujourd'hui).

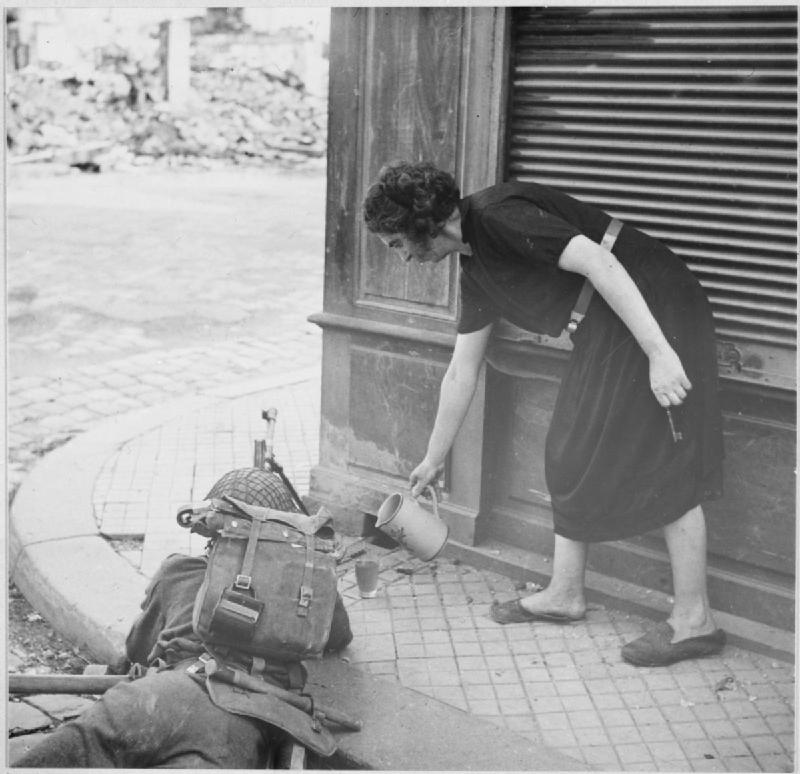
Habitante de Lisieux versant à boire à un mitrailleur britannique actionnant un F.M. Bren le 22 août 1944.

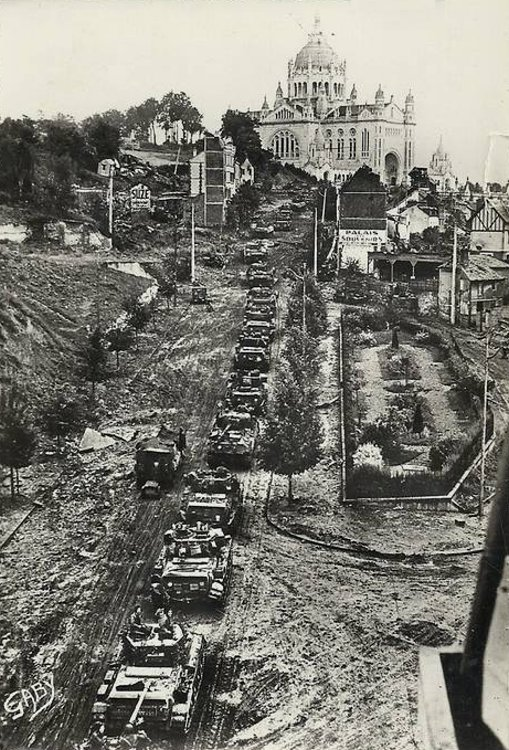
Entrée des troupes alliées dans Lisieux en ruines en août 1944.

Les 6 et 7 juin 1944, les bombardements alliés font plus de 800 victimes et détruisent la ville aux deux tiers, notamment le monastère bénédictin, où vingt religieuses sont tuées. Les troupes alliées libèrent la ville le 23 août 1944.
Le projet de reconstruction est confié à l'architecte Robert Camelot ; le plan de reconstruction définitif est validé le 23 janvier 1947. Entretemps, les travaux de déblaiement ont débuté en août 1945 pour s'achever en 1946. La reconstruction fut lente au début en raison de manque de moyens humains et techniques, d'une faible sécurité des ouvriers, de la présence de restes d'engins explosifs dans les décombres et d'hivers rigoureux de 1948 à 1950 ; elle s'accéléra à partir de 1950-1952. Il a fallu plus de dix ans pour reconstruire intégralement la ville.
Par décret du 29 janvier 1960, Lisieux absorbe en grande partie la commune limitrophe de Saint-Jacques. Cette absorption permet « une opération de grande envergure » pour l'architecte Georges Duval et le maire Robert Bisson, sur le plateau Saint-Jacques surplombant la ville. En effet, le 8 juin 1961, la ZUP d'Hauteville est créée, à l'origine pour loger un peu plus de cinq cents familles ; le 14 juin 1963, la première pierre du nouveau quartier est posée par le ministre de la Construction Jacques Maziol. Les premiers habitants arrivent dans les immeubles et pavillons neufs en 1965.

Le 2 juin 1980, le pape Jean-Paul II vient à Lisieux lors de sa première visite officielle en France comme pape.

## Politique et administration

### Administration territoriale
Lisieux est, avec Bayeux et Vire, l'une des sous-préfectures du Calvados.
Depuis 2015, la ville est le bureau centralisateur du canton de Lisieux qui comprend neuf autres communes.

### Tendances politiques et résultats

#### Récapitulatif de résultats électoraux récents
| Municipales 2014    |  | DVD   | 36,47 |  | UMP  | 28,16 |  | PS   | 20,55 |  | FN   | 10,40 |             | DVD         | 40,12       |             | UMP         | 31,92       |                 | PS              | 20,22           |                 | FN              | 7,73            |             |             |             |             |             |             |
| Européennes 2014    |  | FN    | 27,54 |  | UMP  | 20,56 |  | PS   | 13,46 |  | UDI  | 10,62 | Tour unique | Tour unique | Tour unique | Tour unique | Tour unique | Tour unique | Tour unique     | Tour unique     | Tour unique     | Tour unique     | Tour unique     | Tour unique     |             |             |             |             |             |             |
| Régionales 2015     |  | UDI   | 30,14 |  | FN   | 25,99 |  | PS   | 22,99 |  | EELV | 6,00  |             | UDI         | 40,29       |             | PS          | 32,74       |                 | FN              | 26,97           | Pas de 4e       | Pas de 4e       | Pas de 4e       |             |             |             |             |             |             |
| Présidentielle 2017 |  | EM    | 22,62 |  | FN   | 22,30 |  | LR   | 19,83 |  | LFI  | 19,34 |             | EM          | 62,75       |             | FN          | 37,25       | Pas de 3e ni 4e | Pas de 3e ni 4e | Pas de 3e ni 4e | Pas de 3e ni 4e | Pas de 3e ni 4e | Pas de 3e ni 4e |             |             |             |             |             |             |
| Législatives 2017   |  | MoDem | 29,09 |  | PS   | 22,52 |  | LR   | 17,96 |  | FN   | 14,59 |             | LR          | 55,73       |             | MoDem       | 44,27       | Pas de 3e ni 4e | Pas de 3e ni 4e | Pas de 3e ni 4e | Pas de 3e ni 4e | Pas de 3e ni 4e | Pas de 3e ni 4e |             |             |             |             |             |             |
| Européennes 2019    |  | RN    | 27,27 |  | LREM | 20,76 |  | EELV | 10,62 |  | LR   | 8,24  | Tour unique | Tour unique | Tour unique | Tour unique | Tour unique | Tour unique | Tour unique     | Tour unique     | Tour unique     | Tour unique     | Tour unique     | Tour unique     |             |             |             |             |             |             |
| Présidentielle 2022 |  | EM    | 29,68 |  | FN   | 26,63 |  | LFI  | 18,42 |  | REC  | 6,14  |             | EM          | 54,85       |             | FN          | 45,15       | Pas de 3e ni 4e | Pas de 3e ni 4e | Pas de 3e ni 4e | Pas de 3e ni 4e | Pas de 3e ni 4e | Pas de 3e ni 4e |             |             |             |             |             |             |
| Européennes 2024    |  | RN    | 34,48 |  | LREM | 15,55 |  | PS   | 13,12 |  | LR   | 7,20  |             | LFI         | 6,78        |             | REC         | 5,63        | Tour unique     | Tour unique     | Tour unique     | Tour unique     | Tour unique     | Tour unique     | Tour unique | Tour unique | Tour unique | Tour unique | Tour unique | Tour unique |

### Intercommunalité
Lisieux fait partie de la communauté d'agglomération Lisieux Normandie, créée en 2017, dont elle abrite le siège.

### Jumelages
- Taunton (Angleterre) depuis 1951
- Saint-Georges (Québec) depuis 1996
- Mogliano Veneto (Italie) depuis 2013

## Démographie

### Évolution démographique
L'évolution du nombre d'habitants est connue à travers les recensements de la population effectués dans la commune depuis 1793. Pour les communes de plus de 10 000 habitants les recensements ont lieu chaque année à la suite d'une enquête par sondage auprès d'un échantillon d'adresses représentant 8 % de leurs logements, contrairement aux autres communes qui ont un recensement réel tous les cinq ans,.
En 2022, la commune comptait 19 540 habitants, en évolution de −3,75 % par rapport à 2016 (Calvados : +1,58 %, France hors Mayotte : +2,11 %).
Le maximum de la population a été atteint  1975 avec 25 521 habitants.
| 1793   | 1800   | 1806   | 1821   | 1831   | 1836   | 1841   | 1846   | 1851   |
| ------ | ------ | ------ | ------ | ------ | ------ | ------ | ------ | ------ |
| 10 118 | 10 171 | 10 937 | 10 403 | 10 257 | 11 473 | 11 378 | 11 968 | 11 754 |

| 1856   | 1861   | 1866   | 1872   | 1876   | 1881   | 1886   | 1891   | 1896   |
| ------ | ------ | ------ | ------ | ------ | ------ | ------ | ------ | ------ |
| 12 993 | 13 121 | 12 617 | 18 341 | 18 396 | 16 039 | 16 267 | 16 260 | 16 349 |

| 1901   | 1906   | 1911   | 1921   | 1926   | 1931   | 1936   | 1946   | 1954   |
| ------ | ------ | ------ | ------ | ------ | ------ | ------ | ------ | ------ |
| 16 084 | 16 239 | 15 948 | 15 341 | 15 192 | 15 362 | 16 032 | 12 746 | 15 342 |

| 1962   | 1968   | 1975   | 1982   | 1990   | 1999   | 2006   | 2011   | 2016   |
| ------ | ------ | ------ | ------ | ------ | ------ | ------ | ------ | ------ |
| 21 156 | 23 830 | 25 521 | 24 940 | 23 703 | 23 166 | 23 343 | 21 391 | 20 301 |

| 2021   | 2022   | - | - | - | - | - | - | - |
| ------ | ------ | - | - | - | - | - | - | - |
| 19 807 | 19 540 | - | - | - | - | - | - | - |

### Pyramide des âges
En 2018, le taux de personnes d'un âge inférieur à 30 ans s'élève à 36,1 %, soit au-dessus de la moyenne départementale (35,2 %). À l'inverse, le taux de personnes d'âge supérieur à 60 ans est de 30,7 % la même année, alors qu'il est de 27,9 % au niveau départemental.
En 2018, la commune comptait 9 035 hommes pour 11 136 femmes, soit un taux de 55,21 % de femmes, largement supérieur au taux départemental (51,95 %).
Les pyramides des âges de la commune et du département s'établissent comme suit.
| Hommes | Classe d’âge | Femmes |
| ------ | ------------ | ------ |
| 1,0    | 90 ou +      | 2,6    |
| 7,8    | 75-89 ans    | 14,1   |
| 16,2   | 60-74 ans    | 18,6   |
| 19,8   | 45-59 ans    | 18,3   |
| 15,3   | 30-44 ans    | 13,5   |
| 22,4   | 15-29 ans    | 18,4   |
| 17,5   | 0-14 ans     | 14,5   |

| Hommes | Classe d’âge | Femmes |
| ------ | ------------ | ------ |
| 0,8    | 90 ou +      | 2,1    |
| 7,2    | 75-89 ans    | 10,2   |
| 18,1   | 60-74 ans    | 19,3   |
| 19,4   | 45-59 ans    | 18,9   |
| 17,8   | 30-44 ans    | 16,9   |
| 19     | 15-29 ans    | 17,1   |
| 17,7   | 0-14 ans     | 15,5   |

## Économie et tourisme

### Économie

#### Le Caillebotis Diamond
L'usine est construite en 1974, dans la zone industrielle est, route de Cormeilles. En 2003, Le Caillebotis Diamond est racheté par l'entreprise allemande Lichtgitter. L'entreprise emploie 100 personnes. Elle a une surface de 10 000 m2. Elle est le premier fabricant français de caillebotis métallique.

#### Cermex
En 1968, l'usine Ouest conditionnement est créée dans la zone industrielle nord, rue de la Vallée. En 1997, elle devient Cermex. En 2013, elle fusionne avec Gebo pour former Gebo Cermex. Elle emploie 120 salariés. Elle fabrique des machines pour conditionner des boissons, des produits alimentaires ou cosmétiques, et produit de longs tunnels de tapis roulants, où des robots emballeront des packs, des bouteilles ou des bocaux.

#### Europe Métal Fil
L'usine est située dans la zone industrielle Est.

#### Filmag
L'usine est située dans la zone industrielle Est.

#### Lactalis
L'usine est située rue d'Orival, entre l'Orbiquet et les voies de chemin de fer. Elle appartient au groupe Lactalis.

#### Ondulys Industrie
L'usine est située dans la zone industrielle Nord, rue Paul-Cornu. Elle fabrique des emballages en carton ondulé. En 1972, elle est achetée par Lacaux Frères. En 2002, elle est achetée par Ondulys.

#### Sanofi-Aventis
Les laboratoires Bottu implantent l'usine en 1982, dans la zone industrielle est, pour la fabrication de paracétamol de la marque Doliprane. Peu de temps après, l'usine est achetée par BSN. Elle devient Rhône-Poulenc en 1988. Puis elle devient Sanofi-Aventis. Elle produit des gélules de 500 mg et depuis 2012 en unité 1 000 mg. Cette usine est reconnue pour son expertise dans le domaine de la granulation. La production 2012 a atteint plus de 170 millions de boites toutes formes confondues (comprimés, sachets, gélules, suppositoires).

#### SCA Normande
En 1981, la Société coopérative d'approvisionnement normande (SCA Normande) est implantée dans la zone industrielle Nord, rue Paul-Cornu. C'est une des seize centrales d'achats nationales du Mouvement E.Leclerc. Cette centrale approvisionne les magasins et drives de Normandie ainsi que les quinze magasins de l'île de La Réunion (via Le Havre). Elle s'étend sur une superficie foncière de 17 hectares et possède plus de 65 000 m2 d'entrepôts.

#### Usines fermées et patrimoine historique industriel

##### Castres
En 1828, l'usine textile est construite en brique sur un îlot au milieu de la Touques, rattaché à la rive par la rue Ferdinand-Daulne. Elle a une surface de 5 000 m2. C'est une usine d'apprêt de frocs et de fabrication de rôts. En 1958, l'entreprise Castres achète le bâtiment. Elle fabrique des selles pour deux-roues et dans une moindre mesure, des habillages intérieurs pour l'automobile. En 2006, la société Castres est liquidée et l'usine ferme. Depuis, les bâtiments sont abandonnés.

##### Filatures Mommers
En 1864, l'usine textile de Méry Samson, Beau Samson et Fleuriot est construite en brique. Elle est située rue Rose-Harel au bord de la Touques. Elle est équipée d'une turbine hydraulique et d'une machine à vapeur. Elle produit des draps imprimés. À partir de 1882, elle est louée par Jean et Chrétien Mommers, qui l'achètent en 1910. Elle produit des draps et des étoffes unis pour vêtements. Environ 300 ouvriers y sont employés. En 1927, elle emploie environ 500 personnes avec l'ajout de production de feutre tissé. En 1964, l'usine ferme. Les bâtiments restent longtemps abandonnés. Ils sont successivement en partie loués et vendus à d'autres entreprises : Anne et Faye motoculture, La cave du pays d'Auge (commerce d'alcools), Prévention Santé & Travail (médecine du travail).

##### Knorr-Dahl
L'usine Knorr-Dahl est située rue Ferdinand-Daulne au bord de la Touques. L'usine Dahl ouvre dans les locaux de l'ancienne filature Lambert, d'une surface de 5 750 m2 sur un terrain de 7 750 m2. En 1960, un terrain contigu est acheté pour agrandir l'usine de 4 000 m2. En 1979, Knorr-Bremse prend des participations dans le capital de Dahl. En 1987, l'usine devient Knorr-Dahl. Elle fabrique des compresseurs et actionneurs pour les systèmes de freinage pour camions. L'activité est progressivement déplacée dans une usine neuve, ouverte en mai 1993, dans la zone industrielle des Hauts-de-Glos, sur la commune voisine Glos. Les bâtiments progressivement abandonnés sont successivement loués à d'autres entreprises : Rivière Synergie, La Poste, JPL services mobiliers de bureaux. De septembre 2013 à janvier 2014, une partie des ateliers est démolie.

##### Leroy / Isoroy / Plysorol
L'usine est située au sud-est de la ville, route d'Orbec, au bord de l'Orbiquet. En 1912, la construction de l'usine Leroy débute. Les machines permettent le déroulage des troncs d'arbres et le placage des feuilles de bois. En 1982, elle devient Isoroy quand Leroy s'associe à Isorel et Baradel. En 1986, elle est rachetée par Pinault. En 1992, elle est rachetée par le groupe allemand Glunz (de). Elle emploie 350 personnes. Elle devient alors le premier producteur européen de panneaux de bois contreplaqués en Okoumé importé du Gabon. En 1998, Glunz est racheté par le groupe portugais Sonae. En 2000, l'usine devient Plysorol. En 2009, elle est rachetée par un groupe chinois. En octobre 2010, elle est rachetée par le groupe ghanéen John Bitar and Company Limited. En 2012, l'usine ferme. Depuis, les bâtiments sont abandonnés.

##### Saint-Gobain abrasifs
L'usine Unicorn Precidia s'implante en 1960, dans la zone industrielle Nord, rue de la Vallée, au bord de la Touques. Elle produit des abrasifs. Elle devient Saint-Gobain abrasifs et emploie 56 salariés. L'usine ferme en avril 2010. Elle est rasée à la fin de 2017, après le désamiantage des toitures en fibrociment et le retrait des cuves à fuel.

##### L'usine d'Orival
L'usine est située rue d'Orival, près de la gare. En 1858, la construction des bâtiments en brique commence. Le 3 juillet 1860, Jean-Lambert Fournet inaugure son usine de filature. Elle abrite une machine à vapeur qui anime plus de 300 métiers à tisser et à filer. Sa cheminée fait 56 mètres de haut. Le 20 décembre 1861, elle est partiellement détruite par un incendie. Vers 1865, elle est dotée d'une peignerie. En 1954, l'usine de filature ferme. En 1962, elle est achetée par Wonder. Elle produit des piles salines, accumulateurs et sonneries électriques. En 1975, environ 800 employés y travaillent. En 1985, l'usine Wonder n'emploie plus que 244 personnes quand elle ferme. Les bâtiments restent longtemps abandonnés. Une partie est occupée par l'association « Tanit théâtre », une autre partie par l'entreprise Sanchez. En 2003, un diagnostic révèle que le site est pollué aux solvants et aux hydrocarbures par les activités industrielles de Wonder. Le 1er janvier 2014, l'État achète la quasi-totalité des 3 600 m2 de terrains et bâtiments pour en faire la cité judiciaire, regroupant : le tribunal de grande instance, le tribunal d'instance, le tribunal de commerce et le conseil des prud'hommes. Le 17 janvier 2017, les travaux de dépollution commencent. Éric Dupond-Moretti inaugure ce nouveau palais de justice le 5 octobre 2020.

### Tourisme
Depuis février 2010, Lisieux est dénommée « commune touristique ».

## Environnement
Une étude d'UFC-Que Choisir (mars 2012), se basant sur des données du ministère de la Santé, a montré que l'eau potable était trop chargée en pesticides. Ce dépassement, fréquemment constaté pour les petites communes rurales (environ 500 habitants), est plus notable pour une commune de plus de 20 000 habitants ; dans cette catégorie, seules trois autres communes sont en effet concernées. L'étude y voit la conséquence de contrôles trop peu fréquents.

## Lieux et monuments
Deux promenades touristiques jalonnées de panneaux descriptifs permettent de découvrir la ville.
Le premier circuit est intitulé « Sur les pas de sainte Thérèse ». Il est indiqué par une ligne bleue peinte sur les trottoirs.
La deuxième promenade est intitulée « Lisieux médiéval », les quatorze panneaux sont jaunes :
1. Départ : rue Monseigneur-Germain
2. Lisieux fluvial : rive gauche de l'Orbiquet
3. De la lignée de Guillaume le Conquérant
4. Les bruits de Lisieux : rue au Char, devant le parvis de l'église Saint-Jacques
5. Le chapitre : 1 rue Aristide-Briand, entre le manoir Desmares et l'hôtel du haut doyenné
6. Fort l'Évêque : rue du Maréchal-Foch, à l'entrée du square Arnoul
7. La ville bourgeoise : dans le jardin de l'Évêché
8. La guerre de Cent Ans : dans le jardin de l'Évêché
9. Prestige des évêques comtes : place François-Mitterrand, à droite du parvis de la cathédrale Saint-Pierre
10. La fin du Moyen Âge et les guerres de Religion : place le Hennuyer, à l'angle de la rue du Docteur-Degrenne et de la rue Paul-Banaston
11. Lisieux, l'Anglaise : 1 rue Paul-Banaston
12. Lisieux, la Française : 17 quai des Remparts, près de la Tour Lambert
13. À l'origine du Canada français : 25 quai des Remparts, rive droite de la Touques
14. La fin des évêques comtes : rue du Docteur-Degrenne, à droite de la fontaine de La Ferronnays

Détruite à 75 % par les bombardements alliés en 1944, Lisieux conserve peu de monuments anciens.

### Monuments religieux

#### Liés à sainte Thérèse de Lisieux

##### Le Carmel
Au cœur de la ville de Lisieux, rue du Carmel se trouve le Carmel, fondé en 1838 par les demoiselles Gosselin (originaires de Pont-Audemer). La jeune Thérèse Martin y entre 50 ans plus tard. S'y trouve la statue de la Vierge du Sourire. Il s'agit de celle qui était dans la chambre de Thérèse, aux Buissonnets, lorsque la future sainte fut miraculeusement guérie en 1883. La façade de la chapelle est en pierre de l'Oise.
Le musée du Carmel présente le Carmel d'hier et d'aujourd'hui et permet au visiteur de découvrir les souvenirs de Thérèse et, cheminant de salle en salle, d'approcher le message d'abandon et de simplicité de sainte Thérèse. La chapelle accueille pour la prière aux messes de laudes, none, vêpres. La boutique du Carmel permet aux Lexoviens, visiteurs, pèlerins, de découvrir les écrits de Thérèse, les souvenirs qui lui sont dédiés et l'artisanat réalisé par les carmélites, dont un délicieux gâteau, le scofa, confectionné d'après une recette confiée au Carmel. Le Carmel est intégré dans le circuit de la Ligne bleue Sur les pas de Thérèse, ligne matérialisée au sol qui invite à une promenade dans Lisieux.

##### Les Buissonnets

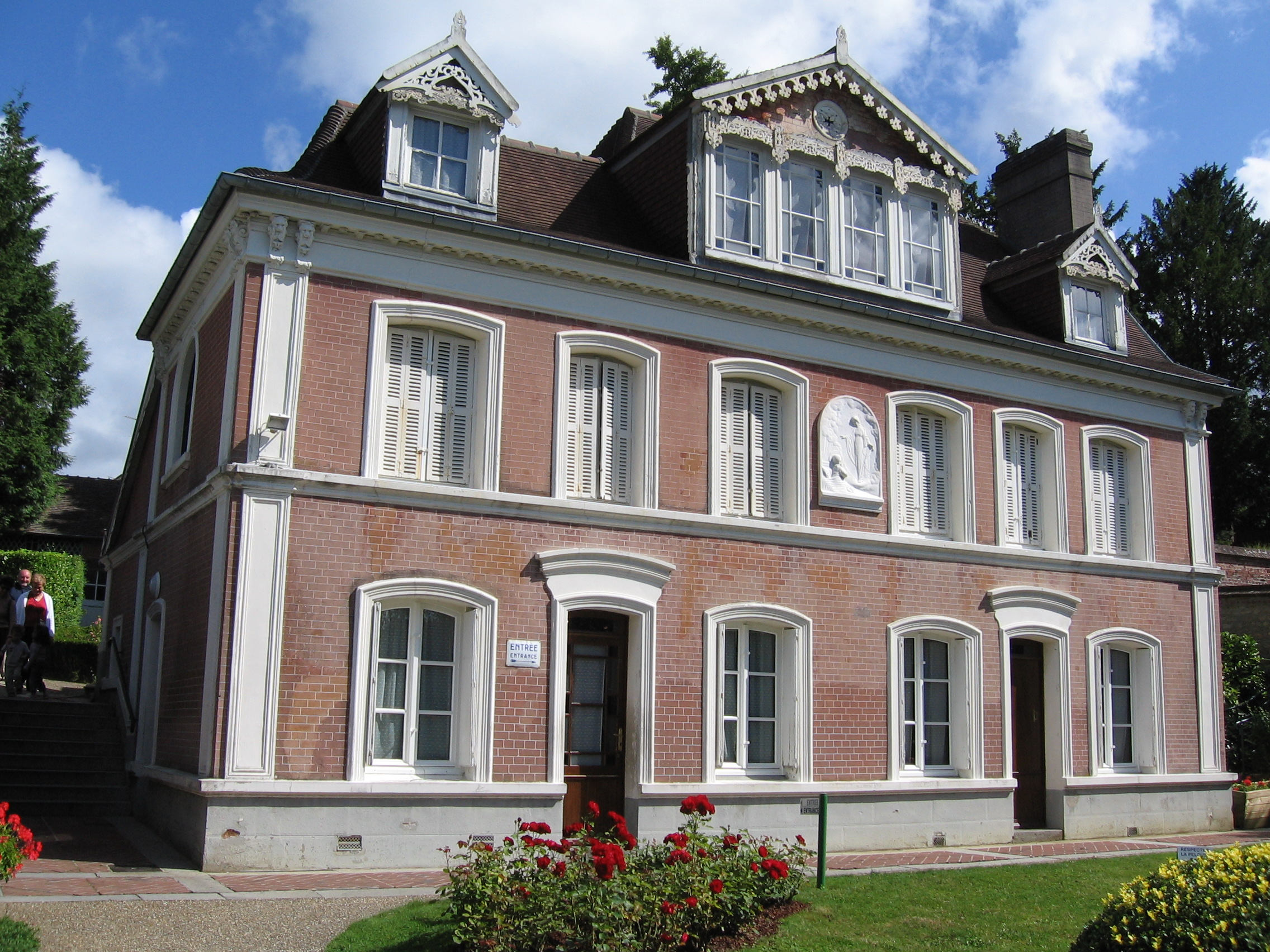
Les Buissonnets.

La maison « les Buissonnets » est située chemin des Buissonnets. C'est la demeure d'enfance de sainte Thérèse de Lisieux. Aujourd'hui c'est un musée constitué de scènes décrivant les étapes de la vie de Thérèse Martin.

##### La basilique Sainte-Thérèse de Lisieux
La basilique Sainte-Thérèse de Lisieux est située avenue Jean-XXIII. Sainte Thérèse de Lisieux est béatifiée en 1923 et canonisée en 1925. il est décidé de construire une grande basilique vouée au pèlerinage dans la ville où elle a vécu et où elle est morte. La dévotion à la nouvelle sainte attire rapidement des foules de plus en plus importantes.
Ce projet, lancé par l'évêque de Bayeux et Lisieux, Thomas-Paul-Henri Lemonnier, reçoit le soutien total du pape Pie XI qui a placé son pontificat sous le signe de sainte Thérèse.
Précédé d'un vaste parvis, le monument se trouve sur une colline, en limite de la cité qu'il domine de sa masse imposante. Il est entièrement financé par des dons et souscriptions spécifiques venus du monde entier.
En 2014, la basilique Sainte-Thérèse de Lisieux est le deuxième lieu de pèlerinage en importance en France (après celle de Lourdes et ses 6,5 millions de visiteurs). La ville sanctuaire attire annuellement un million de visiteurs cette année, ce qui la classe troisième des sites normands les plus visités après les plages du débarquement et le Mont Saint-Michel.

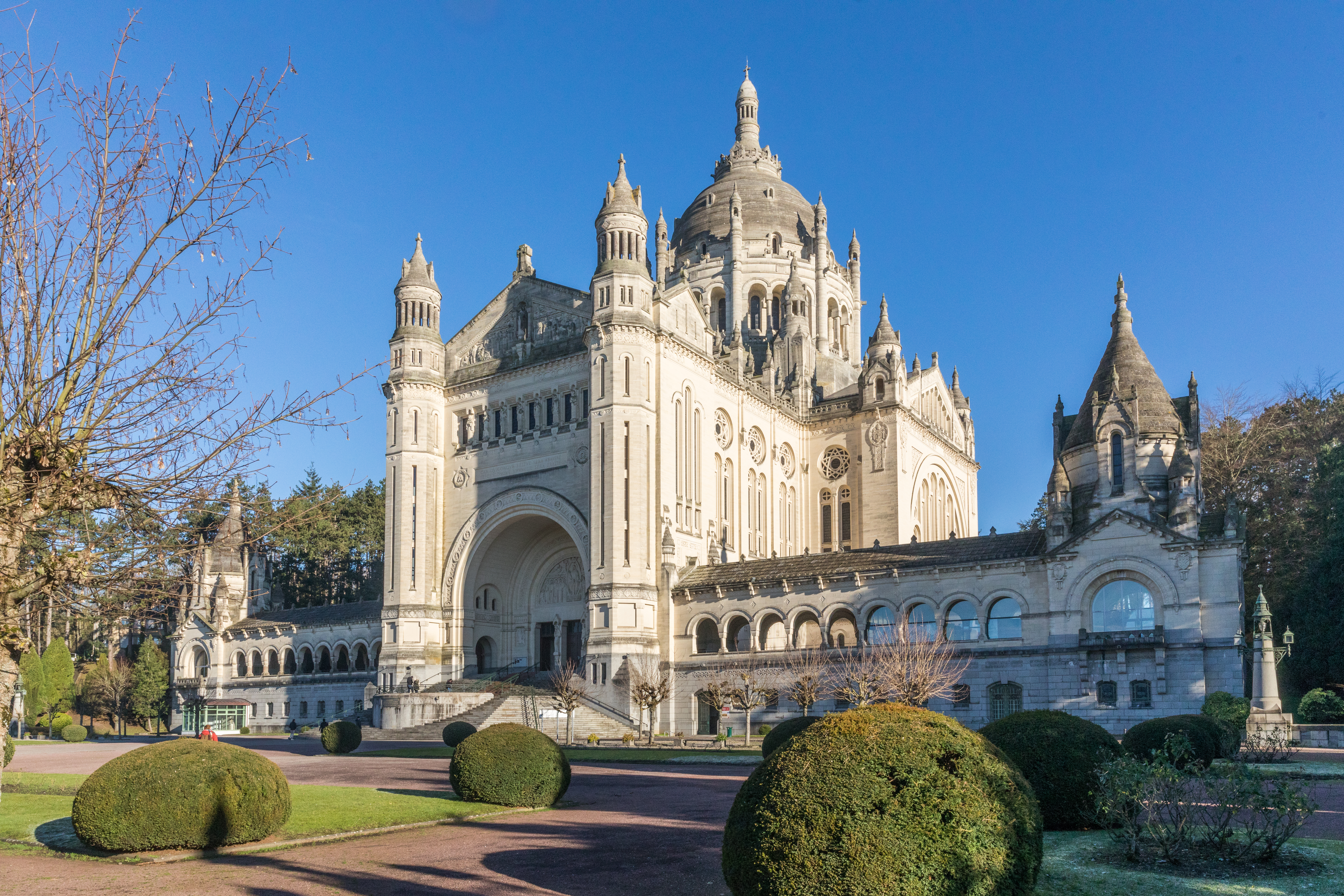
Vue de la basilique.
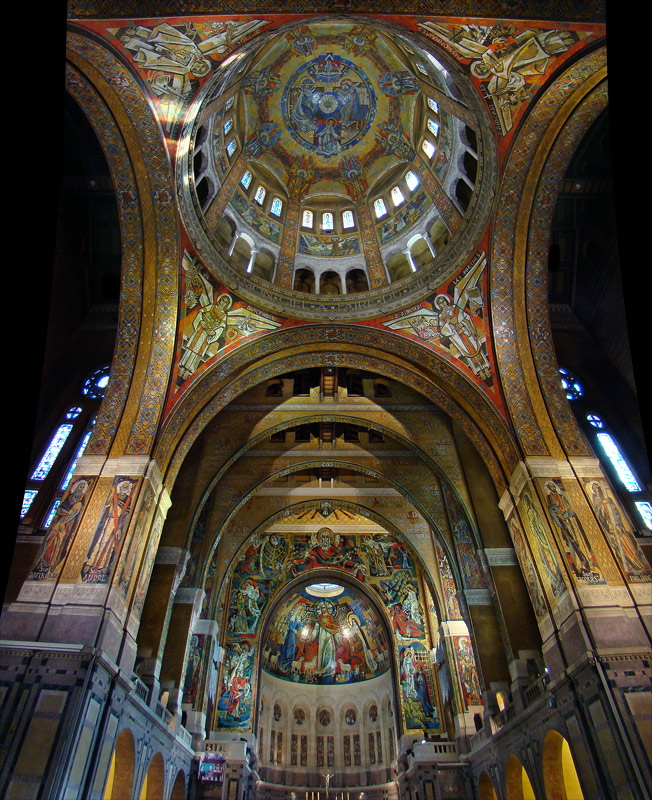
Vue intérieure.
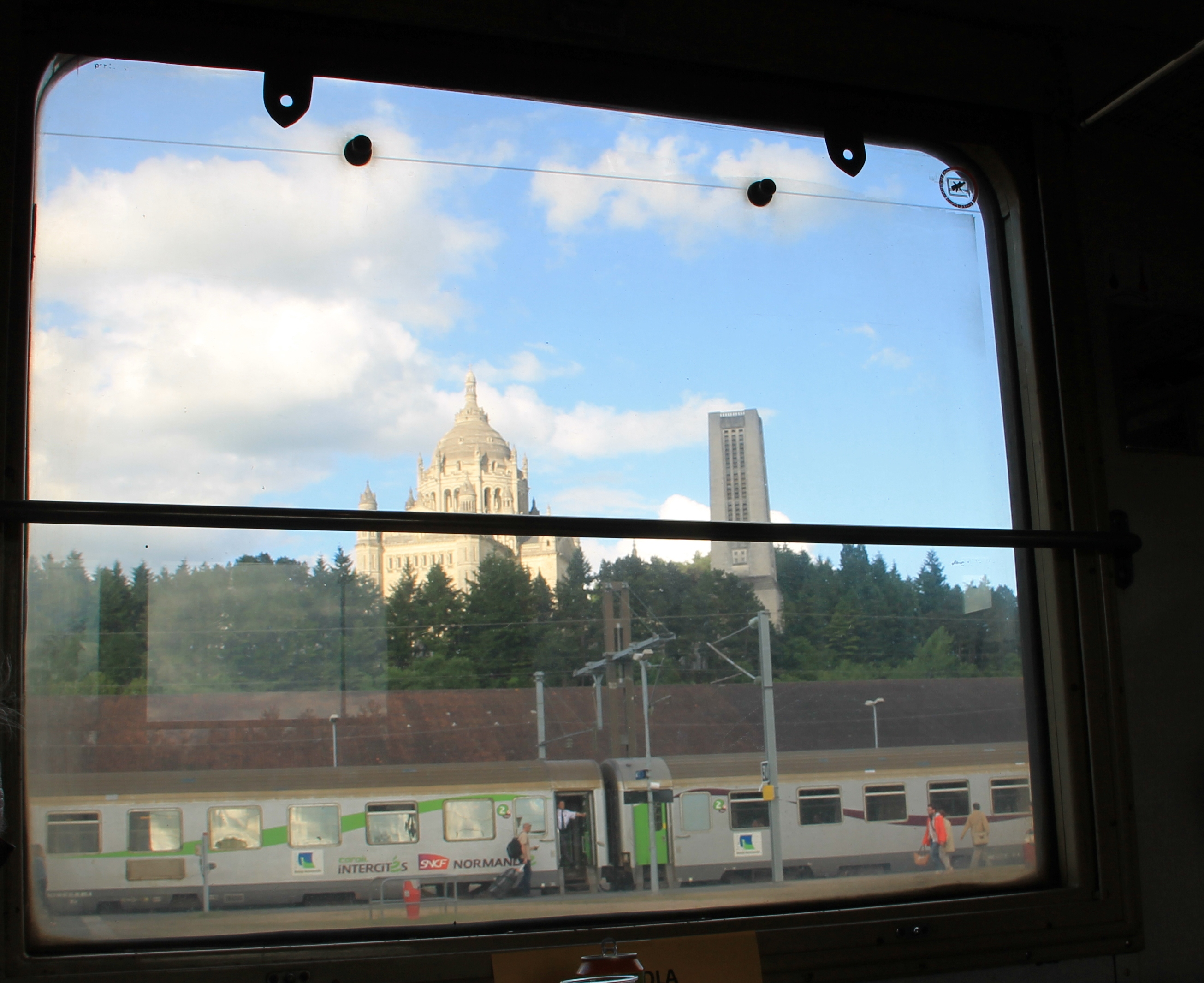
Lisieux, la basilique vue d'un train en gare.

#### Autres monuments religieux

##### La cathédrale Saint-Pierre
La cathédrale Saint-Pierre est située place François-Mitterrand. Rare monument lexovien rescapé des bombardements de 1944, la cathédrale Saint-Pierre de Lisieux est un monument de style gothique. Si la présence d'une cathédrale est supposée depuis le VIe siècle, l'église visible de nos jours fut certainement construite entre 1160 et 1230, à l'initiative de l'évêque Arnoul.
Dès le départ, l'architecte conçut des voûtes d'ogives quadripartites et des arcs-boutants, ce qui en fait l'un des premiers édifices gothiques de Normandie. La nef, assez austère, s'inspire du style gothique d'Île-de-France tandis que les dernières parties édifiées au XIIIe siècle (le chevet, la tour-lanterne ou la façade occidentale) relèvent du style normand.
On affirme à tort qu'Henri, comte d'Anjou et duc de Normandie, futur roi d'Angleterre, et Aliénor d'Aquitaine s'y sont mariés en 1152. Pierre Cauchon y est enterré. Après avoir instruit le procès de Jeanne d'Arc, il fut en effet nommé évêque de Lisieux en 1432.

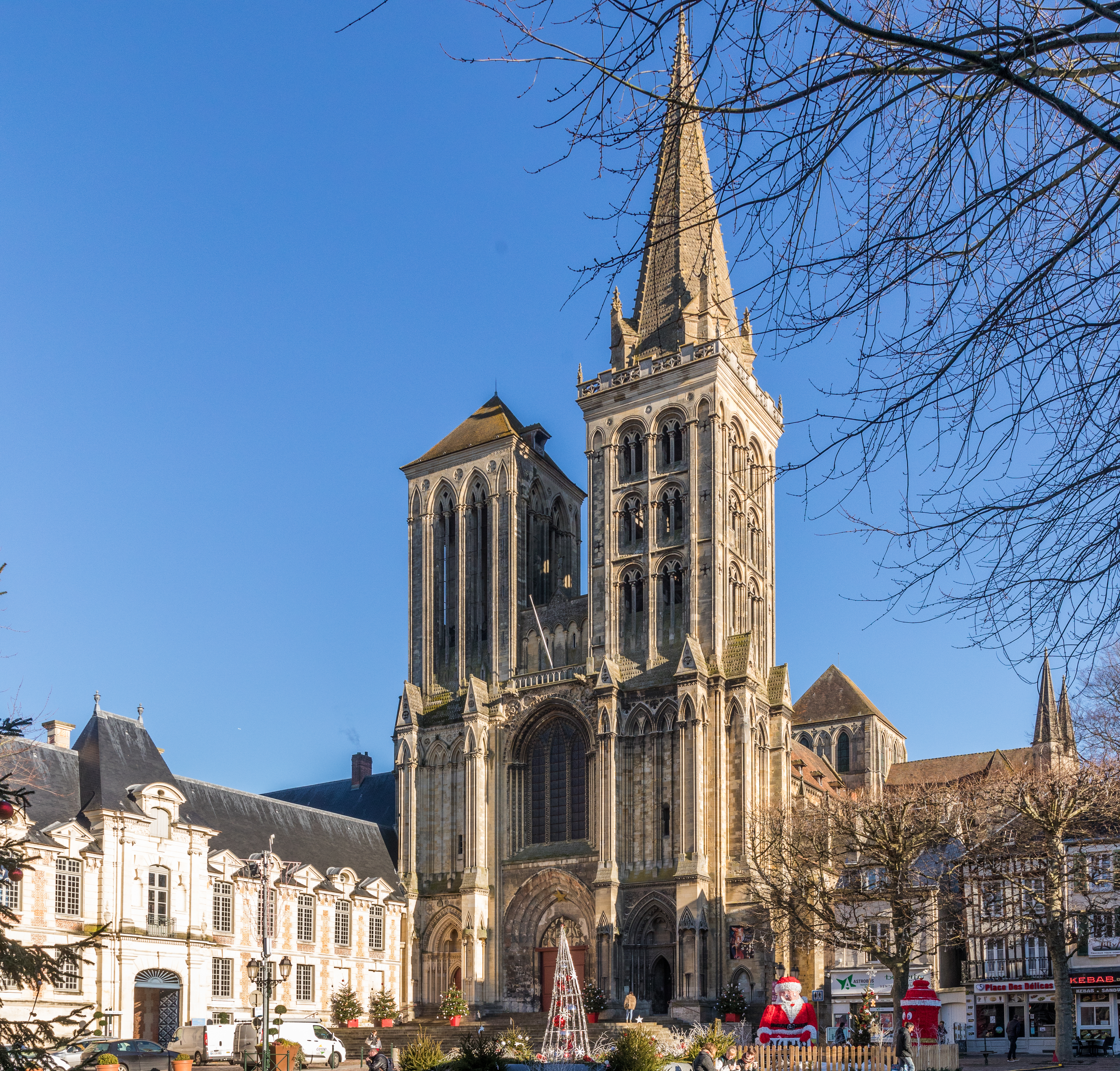
Façade principale de la cathédrale.
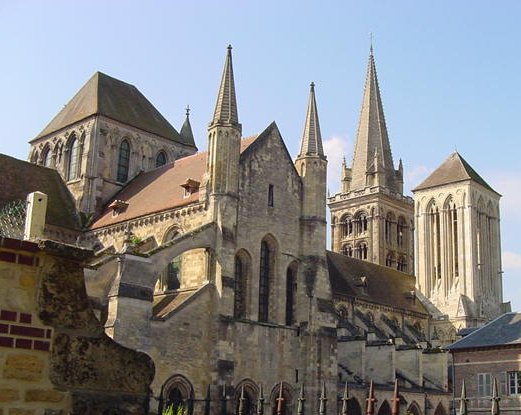
Vue de nord-est.
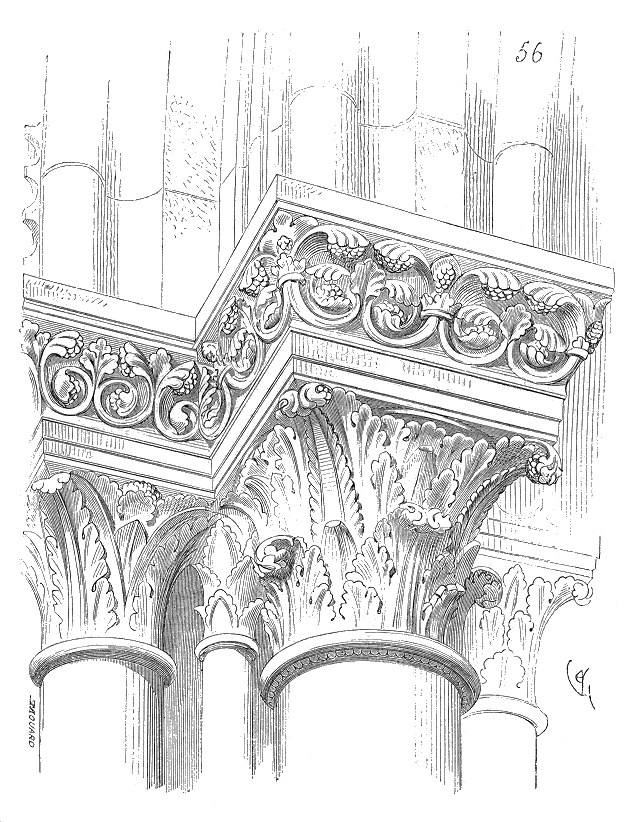
Dessin d'un chapiteau.

##### Le palais épiscopal
Le palais épiscopal est construit en 1680 pour Léonor II Goyon de Matignon, évêque de Lisieux. Après la Révolution, il abrite le palais de justice. De 1864 à 2002, il abrite également la bibliothèque municipale.

##### L'hôtel du Haut-Doyenné
Le Haut-Doyen était le plus haut dignitaire ecclésiastique de Lisieux après l'Evêque-Comte. En 1769, Jean-Baptiste-René Le Bas de Fresne fait reconstruire la maison canoniale. En 1884, les frères des écoles chrétiennes transforment le bâtiment en école. Épargné par les bombardements de 1944, le bâtiment est acquis en 1978 par la ville de Lisieux pour y transférer son école de musique, l'actuelle École nationale de musique et de danse.

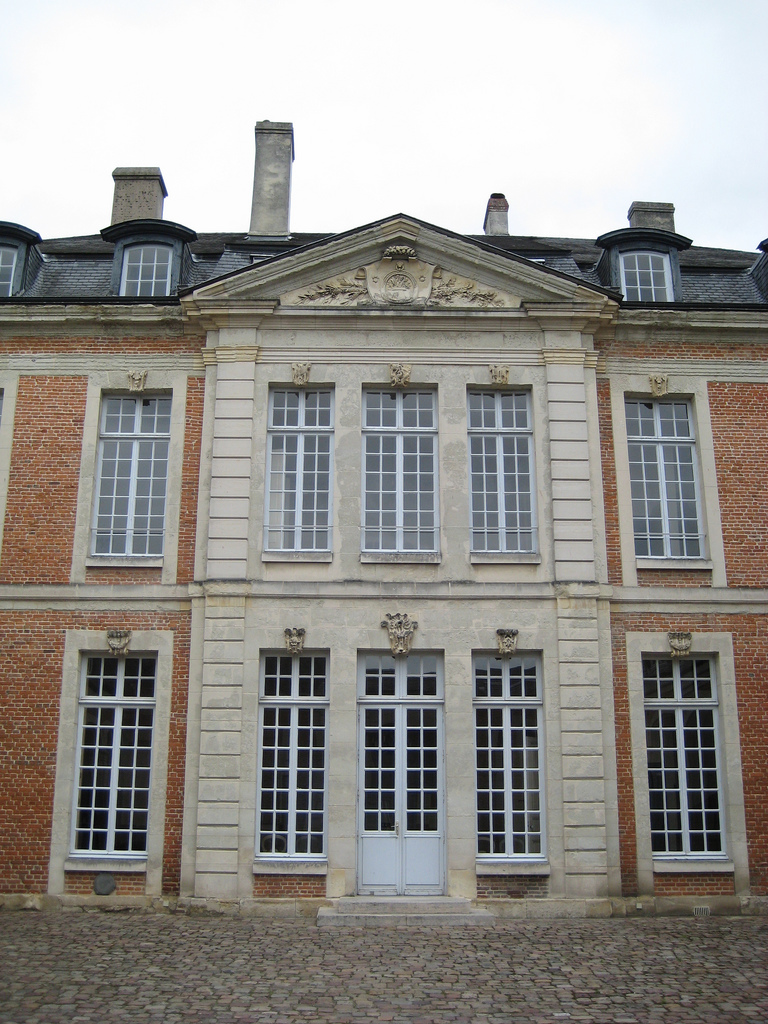
Façade sur cour.
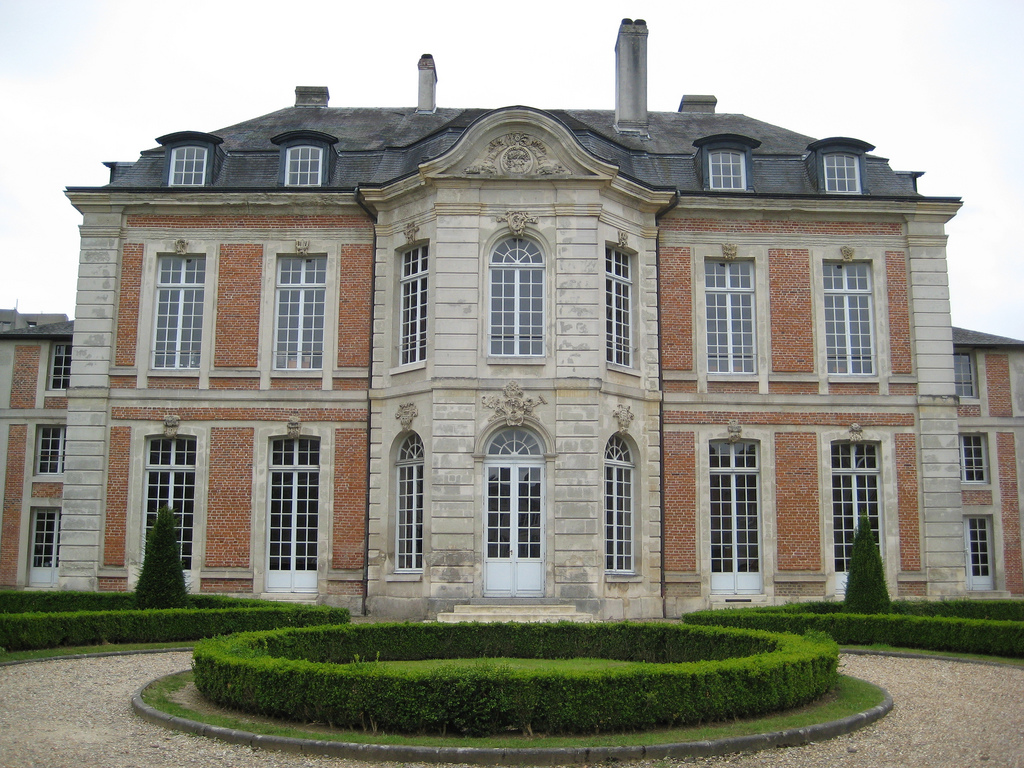
Façade sur jardin.

##### L'église Saint-Jacques
L'église Saint-Jacques est située rue au Char, construite aux XVe et XVIe siècles, elle est classéeau titre des monuments historiques.

##### L'église Saint-Désir
L'église Saint-Désir est située avenue du Six-Juin.

##### L'institution Frémont
L'institution Frémont est situé rue Paul-Banaston. Le manoir Sainte-Catherine date du XVe siècle. La chapelle et le manoir ont été restaurés dans les années 1990.

##### L'église Saint-Joseph
L'église Saint-Joseph est située place Fournet.

##### L'église Saint-Jean-Bosco
L'église Saint-Jean-Bosco est située rue de la Touques.

##### La chapelle Notre-Dame-de-Lourdes
Construite en brique rouge en 1876, la chapelle Notre-Dame-de-Lourdes est située chemin de Lourdes.

##### L'église Saint-François-Xavier
L'église Saint-François-Xavier est située boulevard du Maréchal-De Lattre.

##### Chapelles
- La chapelle des Sœurs de la Providence, chemin de Rocques.
- La chapelle de la maison de retraite zenao, chemin de Rocques.
- La chapelle des Sœurs de Sainte-Thérèse, chemin de Rocques.
- La chapelle de la fondation d'Auteuil, chemin du Point-de-Vue.
- La chapelle de l'hôpital Robert-Bisson, rue Roger-Aini.

##### Culte protestant / évangélique
- Temple réformé, rue Ramon.
- Église évangélique baptiste, rue de la Gare.
- Église évangélique protestante, rue du Camp-Franc.

### Monuments laïcs

#### Hôtel de ville

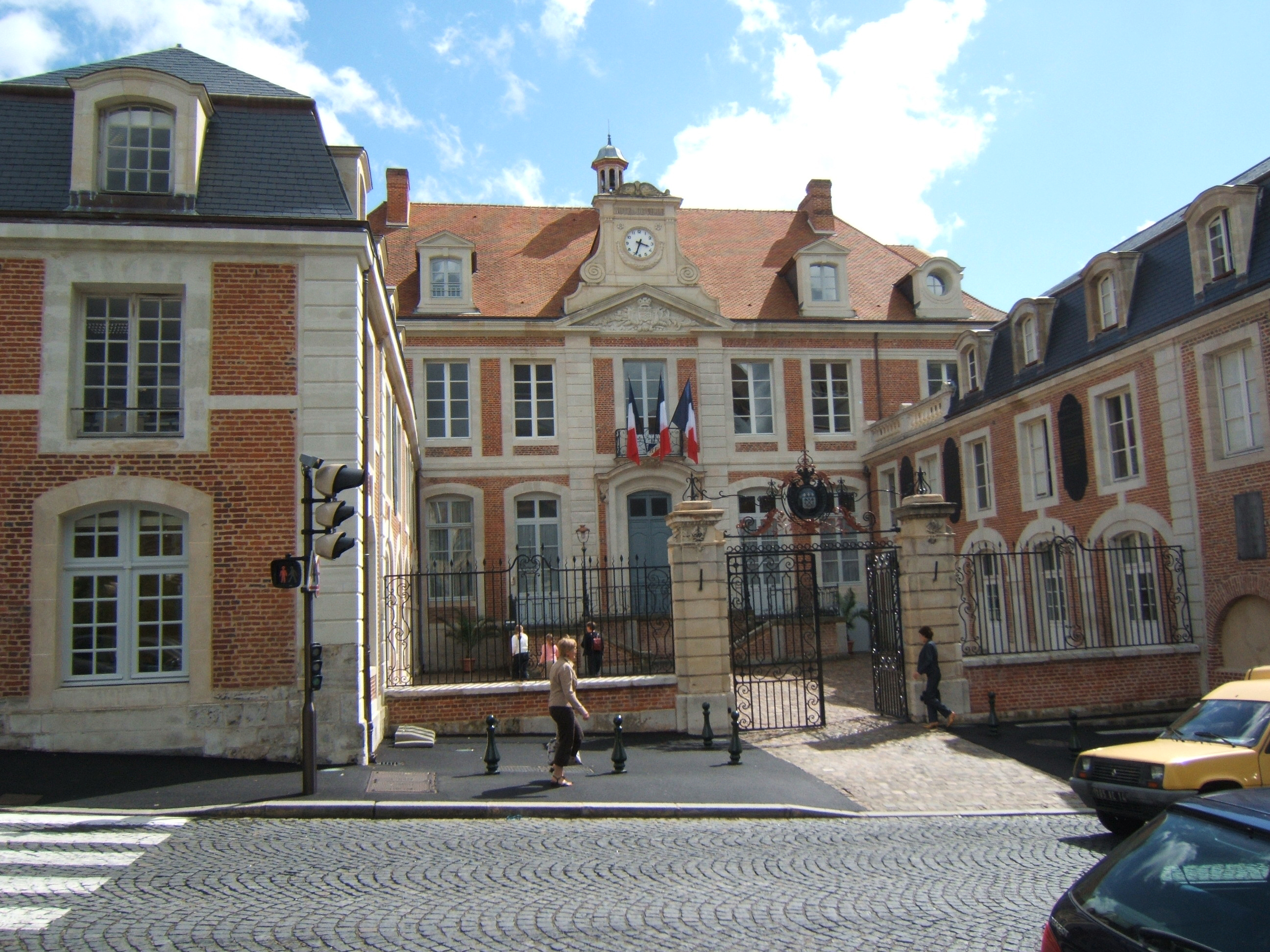
L'hôtel de ville rénové de Lisieux.

L'hôtel de ville est installé dans un ancien hôtel particulier, construit au XVIIIe siècle. Il fait l'objet d'une inscription au titre des monuments historiques depuis le 23 janvier 1968.

#### Musée d'art et d'histoire
Le musée de peinture et de sculpture de Lisieux est fondé en 1837 par le peintre Pierre Duval Le Camus, enfant du pays.
En 1930, le musée du vieux-Lisieux est fondé dans le « manoir de la Salamandre » ou « maison de François Ier », maison médiévale. Pendant l'occupation, en 1943, quatorze caisses contenant des objets du musée sont expédiées dans des châteaux au sud de la Loire. Les musées et la presque totalité des objets qu'ils contenaient sont anéantis par les bombardements alliés, au début de juin 1944.
En 1969, les objets rescapés sont rassemblés dans une maison à pans de bois au 38 boulevard Pasteur et le musée du vieux-Lisieux rouvre. Par la suite, son nom est changé en Musée d'art et d'histoire.

#### Château de Saint-Germain-de-Livet
Le château de Saint-Germain-de-Livet est situé, comme son nom l'indique, sur la commune de Saint-Germain-de-Livet. Il fait face à l'église du village (XIXe siècle). Il est toutefois propriété de la ville de Lisieux depuis 1958, date du don du château à la ville par la famille Riesener.
D'un point de vue architectural, le château est en fait constitué de deux parties :
- la première, un manoir à pans de bois, date du XVe siècle ;
- la seconde, une construction en pierre et brique vernissée du Pré d'Auge, date de la fin du XVIe siècle.

Le château, qui mêle des éléments des traditions médiévales et Renaissance, est entouré de douves et d'un jardin fleuri où se promènent quelques paons.

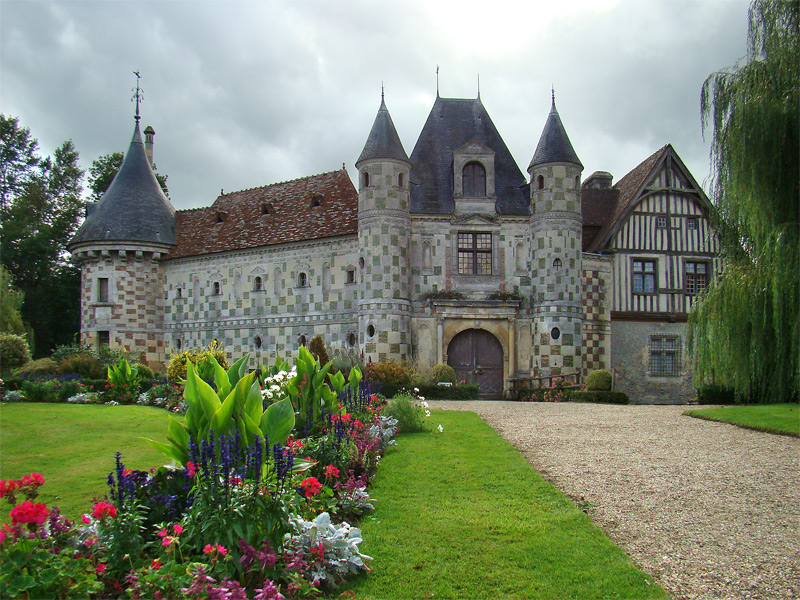
Vue de face.
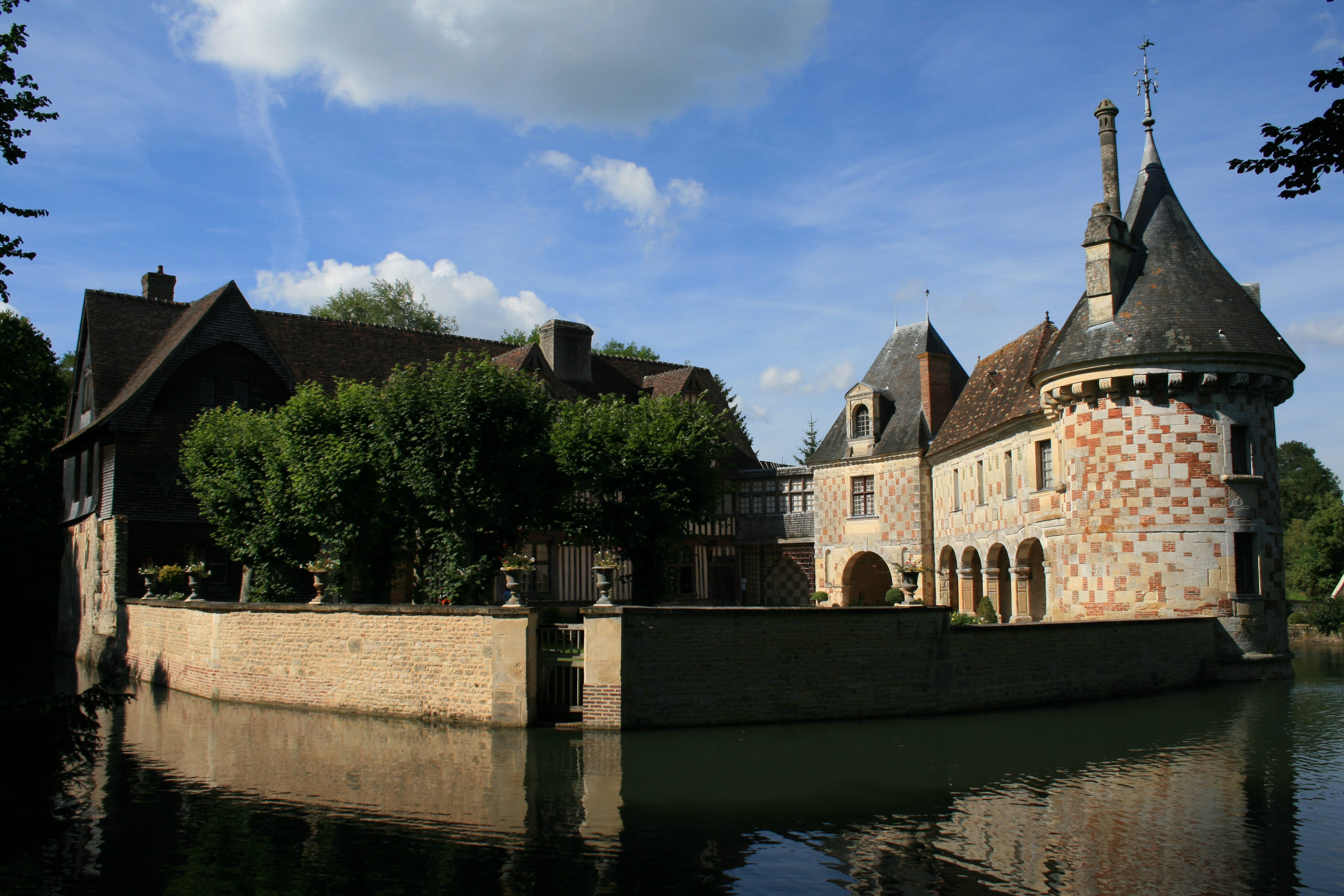
Vue sud.

##### Maison du 40 rue de la Paix

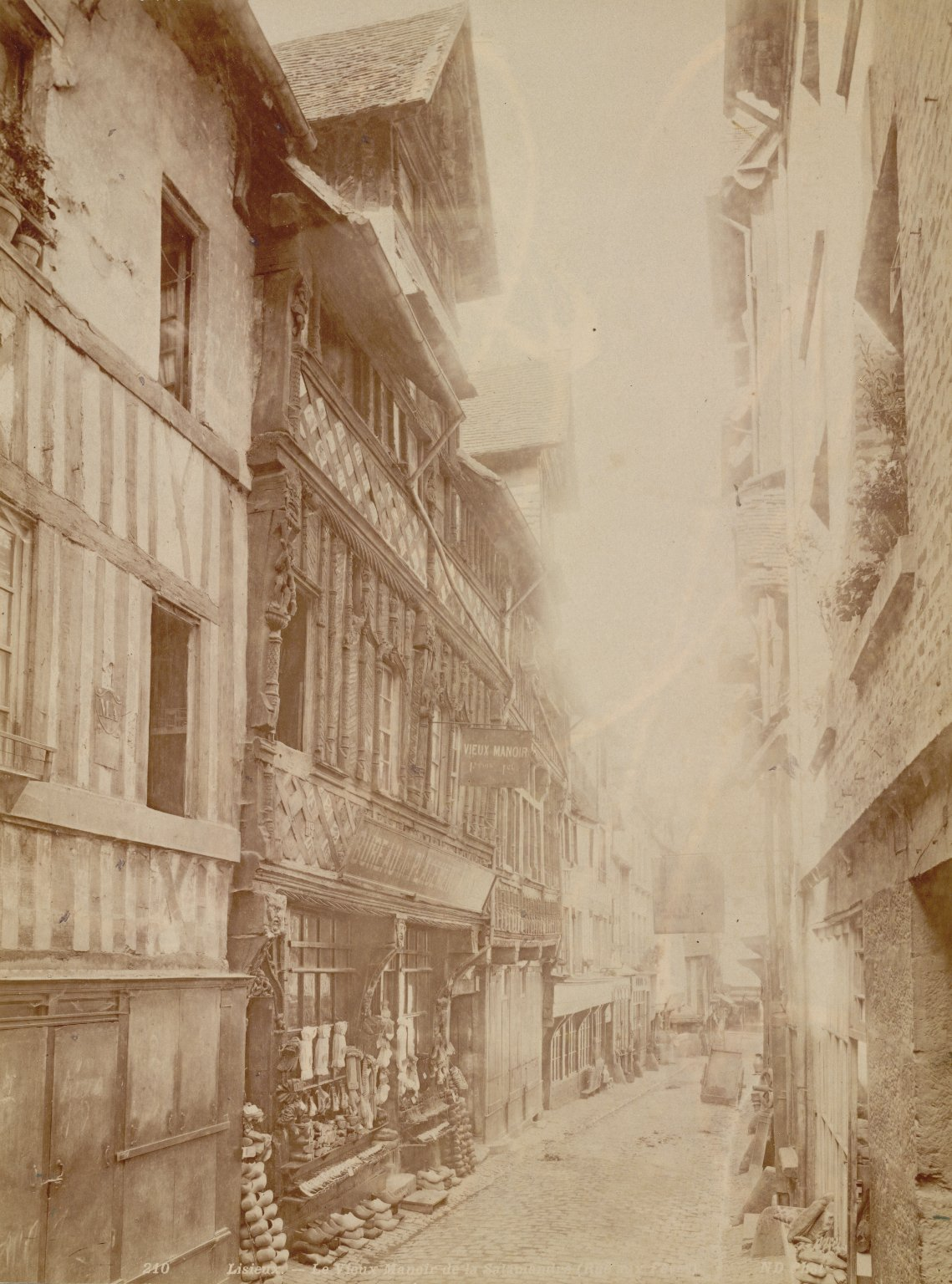
Photo du « manoir de la Salamandre » ou « maison de François Ier » à Lisieux.

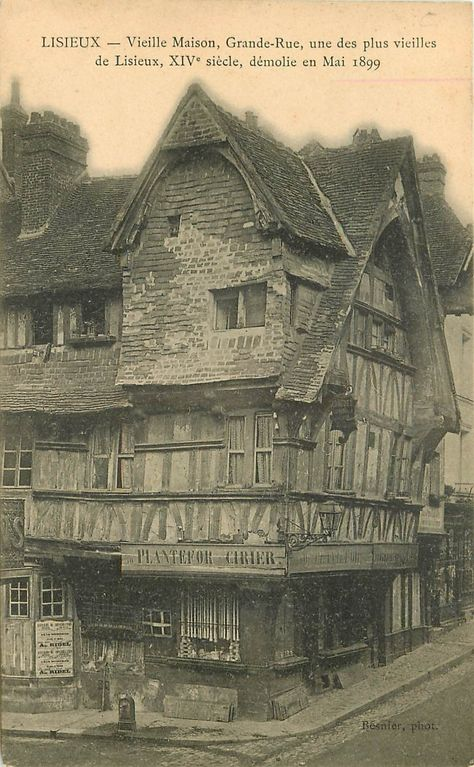
Carte postale de la « maison Plantefor » à Lisieux.

#### Patrimoine disparu

##### Maison du cirier Plantefor
La maison médiévale du cirier Plantefor a été démolie en mai 1899. Elle était située à l'angle de la rue du Paradis et la Grande-Rue, qui est devenue aujourd'hui la rue Henry-Chéron.

##### Manoir de la Salamandre
Le « manoir de la Salamandre » ou « maison de François Ier », maison médiévale, situé au no 19 rue aux Fèvres a été détruite par les bombardements alliés, au début de juin 1944. Elle abrita entre 1930 et 1944 le musée du Vieux-Lisieux.

##### La halle au Beurre

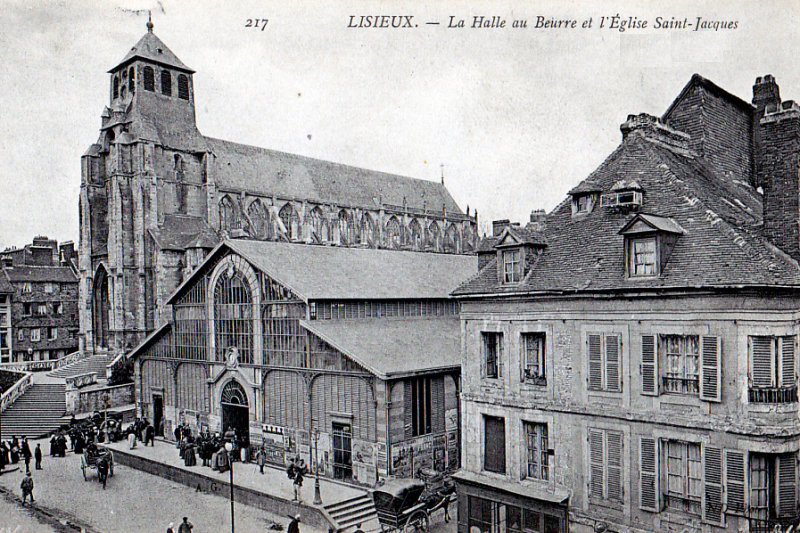
Carte postale de la halle au Beurre à Lisieux.

Le marché au beurre était hebdomadaire à Lisieux. La halle au beurre était située à côté de l'église Saint-Jacques, à l'angle de la rue Saint-Jacques et de la rue au Char, sur l'ancien cimetière Saint-Jacques, l'actuelle place Boudin-Desvergées. En 1879, la première halle au beurre est détruite et reconstruite à la mode de l'époque. Sa structure est métallique et sa façade est en verre et briques émaillées. Elle a été détruite par les bombardements alliés, au début de juin 1944.

##### La halle au blé
Transférée à l'ouest de la Couture du Milieu (devenue la place Gambetta puis la place de la République par la suite), la halle au blé fut reconstruite en 1745 sur l'ancienne voie gallo-romaine subsistante de nos jours, après que le marché au blé fut tenu depuis le XVIe siècle rue du Moulin-à-Tan. La halle au blé comprenait sur sa partie ouest la halle aux frocs. Devant cette halle se tenaient le marché aux pommes et le marché aux légumes (transféré en 1930 à la halle au beurre). Elle fut elle aussi détruite pendant les bombardements de 1944.

##### La caserne Delaunay
La caserne militaire Delaunay est construite entre 1875 et 1878. Elle porte le nom du général de la Révolution Jacques Charles René Delaunay. Elle devait initialement s'appeler  caserne du Grand Jardin. Elle est située au nord de la ville. Elle peut accueillir jusqu'à 400 militaires. De 1875 à 1921, elle accueille le 119e régiment d'infanterie de ligne. Alphonse Allais y effectue son service militaire. Elle est utilisée comme solution de relogement pour de nombreuses familles dont le logement avait été détruit par les bombardements alliés de 1944. Elle est ensuite utilisée comme solution de relogement pour les rapatriés d'Afrique du Nord. En 1970, elle est détruite. Des immeubles d'habitation ont depuis été construits à son emplacement.

### Espaces verts
Ville fleurie avec trois fleurs et une goutte d'eau.
Le parc principal de la ville, le jardin de l'Évêché (qui aurait été dessiné par Le Nôtre), est situé en plein cœur de la ville. Il a cinq entrées pour y accéder : par un escalier dans la Cour Matignon ; par un escalier derrière une grille rue Jacques-de Condorcet ; par un escalier derrière le monument aux morts, fermé par une grille, boulevard Carnot ; par un portail boulevard Carnot ; par un escalier devant une grille au bout de l'impasse du jardin public. Il abrite les serres municipales, le kiosque à musique octogonal inauguré en juin 1910 réalisé par la Maison Antoine Chassaing, un bassin circulaire central à jets d'eau, le monument aux morts, les statues de François Rude, Jean-Antoine Houdon, François Denis Tronchet et Aristide Denfert-Rochereau.
Le jardin archéologique de l'hôpital est situé a l'angle du boulevard Jeanne-d'Arc et de la rue de Paris, à proximité de l'hôpital Robert-Bisson. Des vestiges gallo-romains (dégagés lors des fouilles archéologiques effectuées de 1978 à 1985) y sont exposés. Ils comprennent un édifice thermal et un édifice privé.
Le parc le plus vaste de la ville est l'arboretum est constitué de 700 arbres de 130 variétés répartis sur 12 hectares. Il s'étend entre la rue Roger-Aini, l'avenue Jean-XXIII, boulevard John-F.-Kennedy, la rue du Canada et la rue d'Écosse.
Chaque année depuis 2003, la décoration florale de la ville suit un thème spécifique. Des éléments de décoration sont ainsi fabriqués par les ateliers municipaux (parfois avec la collaboration des élèves du lycée Paul-Cornu). En 2008, la décoration a par exemple été pensée afin de célébrer le cinquantenaire du Conservatoire de musique et de danse de Lisieux.
Pour citer quelques chiffres la ville compte : 35 ha de gazon, 2 500 m2 de massifs fleuris et 5 000 arbres.

## Vie locale

### Enseignement
Lisieux compte cinq collèges (Marcel-Gambier, Pierre-Simon-de Laplace, Notre-Dame, Jules-Michelet et Jean-Baptiste-de-la-Salle), deux lycées d'enseignement général (Marcel-Gambier et l'institution Fremont), deux lycées professionnels (Paul-Cornu et Les Rosiers) et un institut universitaire de technologie (IUT).

### Culture

#### Médiathèque

Vue de la médiathèque de Lisieux.

Inaugurée le 21 juin 2002, la médiathèque André-Malraux, dernier né des espaces culturels de la ville de Lisieux, est une bibliothèque publique offrant à la consultation ou à l'emprunt environ 100 000 documents (livres, périodiques, phonogrammes, vidéogrammes, cédéroms, ressources électroniques).
Elle dispose en outre d'un auditorium de 70 places où sont organisées conférences et projections.
L'équipe de la médiathèque a de plus entrepris un important travail de numérisation d'œuvres liées à la Normandie : la bibliothèque électronique de Lisieux.
La médiathèque André-Malraux est depuis le 1er janvier 2011 un service de la communauté de communes Lisieux Pays d'Auge.

#### Théâtres
- Théâtre municipal de Lisieux
- L'association « Tanit théâtre »

#### Cinémas
- Cinéma Le Royal, seul cinéma de la ville depuis la fermeture du Majestic en mars 2023[108].

#### Musées

##### Musée d'art et d'histoire de Lisieux
Le musée d'Art et d'Histoire de Lisieux rassemble des collections archéologiques notamment gallo-romaines, des céramiques du Pré d'Auge, des tableaux, des photographies historiques de la ville de Lisieux.

#### Musique et danse
Groupes et orchestres lexoviens :
- Franck Ridel Project (Métal)
- Orchestre symphonique de Lisieux (classique)
- Orchestre d'Harmonie de Lisieux (toutes musiques)
- Middle Jazz Band (jazz)
- Loca Banda (salsa)
- Dixie Project (jazz, new-orleans)
- Batterie fanfare l'Avant garde de Lisieux

#### Festivals et événements
- Jazzitudes du pays d'Auge. Créées en 1999, c'est une semaine de stage de jazz et musiques actuelles durant laquelle sont proposés des concerts et des jam-sessions tous les soirs dans différents lieux de la ville de Lisieux et des alentours.
- Foire aux picots, chaque premier dimanche d'août.
- Foire aux arbres et aux plantes, qui serait vieille de plus de cinq siècles. Elle dure trois jours, en mars (le premier dimanche de mars, le samedi précédent et le lundi suivant).

### Sports

#### Les clubs

##### Athlétisme
Le Club athlétique lexovien a été créé au début du siècle dernier et les premiers résultats archivés au niveau national datent de 1921[réf. nécessaire]. Le club devenu CA Lisieux Athlétisme évolue sur le stade Louis-Bielman. Depuis 2014, les dirigeants ont créé un pôle d'athlétisme compétition et le CA Lisieux Athlétisme participe au championnat interclub ; 2015 : 3e de la poule promotion, 6 866 pts ; 2016 : champion de la poule régionale (Basse Normandie), 23 796 pts ; 2017 : 5e de la poule régionale 1 Normandie, 24 937 pts[réf. nécessaire]. Le club compte en 2017, 254 licenciés[réf. nécessaire].

##### Football
Lisieux compte un club :
- Le Club athletic Lisieux football pays d'Auge (CAL) fait évoluer une équipe de football en ligue de Normandie et deux autres en divisions de district[109]. Il fut entraîné par Jacques Santini dans les années 1980.

##### Tennis de table
Le tennis de table est représenté à Lisieux par l'Amicale sportive de tennis de table de Lisieux (ASTTL) qui est affiliée à la Fédération française de tennis de table. La salle est incluse dans le complexe du gymnase Mimoun. Le club compte aujourd'hui environ 90 licenciés et propose à chaque fin de saison un tournoi national intitulé Les 24 Heures de Lisieux. L'ASTTL a pour la saison 2014-2015 neuf équipes engagées, dont la première évolue en Pré-Nationale.

##### Escrime
Dès 1907, on trouve des traces de pratique d'escrime à Lisieux. Après une première association en 1927, il faut attendre 1937 pour voir naître un club, le Cercle d'Escrime de Lisieux. Depuis juin 2013, le club change de nom pour Escrime Lisieux, volonté des dirigeants de démocratiser l'image du sport. Aujourd'hui 80 licenciés pratiquent le sport olympique. Si le sabre et le fleuret ont été pratiqués au sein de la salle d'armes augeronne, désormais l'épée est la seule arme présente.
La salle d'armes se trouve gymnase Alain-Mimoun, rue Saint-Hyppolite. Les escrimeurs lexoviens sont surnommés les Léopards en référence au léopard normand présent sur leur logo de club.

##### Muay-thaï
Le Muay-thaï est présent à Lisieux avec le Muay-Thaï Club Lisieux, section créée en 1992. Chaque année le club organise un gros évènement sportif, en organisant son gala annuel de niveau national. Le Muay Thaï Club Lisieux compte chaque année depuis 2010 plusieurs champions de France aussi bien en éducatif qu'en senior.

#### Évènements sportifs

##### Les foulées du cœur (10 km)
La première édition a eu lieu le 25 septembre 2016 (297 arrivants)[réf. nécessaire].

##### Cyclisme
Lisieux est le 7 juillet 2006 la ville départ de la sixième étape du Tour de France qui mène les coureurs à Vitré. Elle accueille en 2011 l'arrivée de la sixième étape du Tour, le jeudi 7 juillet.
Chaque année, quelques jours après le tour de France, la ville organise le mardi le Critérium de Lisieux.

### Santé
- Centre hospitalier Robert-Bisson.
- Polyclinique de Lisieux

## Personnalités liées à la commune
| Attention : Partie à vérifier. |

Leurs noms sont liés à l'histoire de Lisieux :

### Naissances
Parcourir aussi la Catégorie:Naissance à Lisieux
- Jean-Baptiste Laumonier (1749-1818), chirurgien
- Thomas de Frondeville (1750-1816), homme politique
- Louis Le Cordier Valencourt[112] (1751-1836), homme politique
- Louis Du Bois (1773-1855), historien de Lisieux, poète, érudit, agronome, homme politique et administrateur
- Magloire Perinne (1774-1859), fonctionnaire des finances
- Lucien Fromage (1820-1893), manufacturier et homme politique
- Paul-Louis Target (1821-1908), homme politique
- Charles-Alexandre Coëssin de la Fosse (1829-1910), artiste peintre
- Anatole Leroy-Beaulieu (1842-1912), historien
- Henri Beauclair (1860-1919), poète, romancier et journaliste
- Henry Chéron (1867-1936), maire de Lisieux (1894-1908 et 1932-1936) et plusieurs fois ministre sous la IIIe République
- Robert-Léon Sallès (1871-1929), artiste peintre
- Maurice Payret-Dortail (1874-1929), architecte
- Louis Payret-Dortail (1878-1928), peintre
- Benjamin-Joseph Logre (1883-1963), psychiatre
- Jean-Charles Contel (1895-1928), artiste-peintre
- Robert Accard, (1897-1971), footballeur international
- Michel Magne (1930-1984), compositeur de musiques de films
- Agnès Ruiz (1968-), romancière
- Thierry-Paul Valette (1976-), militant des droits humains
- Matthieu Lagrive (1979-), pilote moto en endurance
- Tony Hurel (1987-), coureur cycliste de l'équipe Europcar
- Thomas Heurtaux (1988-), joueur de football français évoluant en Championnat de Slovaquie de football au FK Pohronie
- Nicolas Batum (1988-), joueur de basket-ball français évoluant en NBA pour les 76ers de Philadelphie, formé à l'Union sportive Pont-l'Évêque basket
- Chloé Mortaud (1989-), élue Miss France 2009, a vécu à Lisieux jusqu'à ses dix ans
- Marine Johannès (1995-), joueuse de basket-ball évoluant en Ligue féminine de basket au sein du LDLC ASVEL féminin et en Women's National Basketball Association pour les Liberty de New York
- Jessy Deminguet (1998-), joueur de football français évoluant en Ligue 2 BKT au Stade Malherbe Caen

### Décès
- Auguste Bunoust (1888-1921), poète
- César Ruminski (1924-2009), footballeur international
- Michel Sementzeff (1933-2019), artiste peintre

### Autres
- Pierre Cauchon (1371-1442), évêque de Lisieux de 1432 à 1442. Il fait reconstruire la chapelle de la Vierge dans la cathédrale.
- Jean Le Hennuyer (1497-1578), évêque de Lisieux.
- Antoine de Surie (XVIe siècle), poète et contrôleur à Lisieux. Il a laissé des poésies estimées et publiées en 1555 avec « Les Ruisseaux » de Charles Fontaine.
- Jean-Victor Durand-Duquesney (1785-1862), botaniste spécialiste de la Normandie, a résidé à Lisieux.
- Sainte Thérèse (1873-1897), de son vrai nom Marie-Françoise-Thérèse Martin, sœur carmélite béatifiée le 29 avril 1923 et canonisée le 17 mai 1925[113].
- Paul Cornu (1881-1944), mécanicien, est considéré comme l'inventeur de l'hélicoptère. Premier vol le 13 novembre 1907 à Coquainvilliers.
- Gaston Le Révérend (1885-1962), poète et instituteur, a vécu à Lisieux.
- Henry Dannet (1886-1946) et son fils Jean Dannet (1912-1997), artistes peintres, ont vécu à Lisieux.
- Robert Camelot (1903-1992), architecte qui a dirigé, après-guerre, la reconstruction de Lisieux. Il a notamment établi des plans d'ensemble d'habitations collectives.
- Georges Duval (1920-1993), architecte qui a notamment restauré le théâtre, conçu la ZUP de Hauteville et dirigé la construction du château d'eau de l'Espérance.
- André Fanton (1928), ancien ministre et député de Paris puis conseiller général du Calvados jusqu'en 2004 (canton de Lisieux III), député (RPR) de la troisième circonscription du Calvados (1986-1988, 1993-1997).
- Yvette Roudy (1929), maire de Lisieux (1989-2001), députée (PS) de la troisième circonscription du Calvados (1986-1993 et 1997-2002), plusieurs fois ministre.

## Héraldique
| Armes de Lisieux | Les armes de la commune de Lisieux se blasonnent ainsi : D'argent aux deux clefs de sable passées en sautoir, cantonnées de quatre étoiles du même, au chef d'azur chargé de trois fleurs de lys d'or. Les deux clefs rappellent les clefs de saint Pierre, patron de la cathédrale. Les chanoines du chapitre cathédral de Lisieux avaient d'ailleurs ces deux objets comme blason. |